# Arsameia nad Nymphaios
Arsameia nad Nymphaios, též často zkráceně pouze Arsameia, turecky Eski Kale (Starý hrad), je starobylé místo, bývalé město poblíž Kocahisar (dříve Eski Kahta), okres Kâhta v turecké provincii Adıyaman. Arsameia byla letní rezidencí království Kommagéné. Je známá díky hierothesionu krále Mithridata I. Callinica, který zde nechal vybudovat jeho syn a nástupce Antiochos I.

## Historie

### Název místa
Název je Arsameia nad Nymphaios, čímž se toto místo odlišuje od jiné Arsameii – Arsameia nad Eufratem, nyní známé jako Gerger. Obě místa vděčí za své jméno králi Arsamovi z Arménie. Vládl kolem roku 260 př. n. l. v bouřlivém období syrských válek. Tento dlouhotrvající konflikt vyčerpal lidské i materiální zdroje zúčastněných stran a umožnil místním vládcům získat kontrolu nad fragmenty válečného území. Jedním z nich byl právě Arsames, který založil království Kommagéné. Postava Arsamea (zakladatele obou Arsameií) je zahalena tajemstvím. Znám je díky nápisům objeveným v Arsameii nad Nymphaios. S největší pravděpodobností jej lze ztotožnit s arménským králem, kterého popsal řecký autor Polyaenus.

### Historie místa
Království Kommagéné se znovu objevilo v období kolem roku 160 př. n. l., kdy se seleukovský guvernér Kommagéné – Ptolemaios – rozhodl osamostatnit se od svých nadřízených a učinil z oblasti autonomní království. Tento Ptolemaios odvozoval svůj původ od perského krále Dáreia Velikého. Jeho potomek, král Mithridates I. Callinicus se spojil se Seleukovci a oženil se s dcerou krále Antiocha VIII., Laodice VII. Theou Philadelphus. Jejich syn nastoupil na trůn království Kommagéné jako Antiochos I. Theos, celým jménem Antiochos I. Theos Dikaios Epiphanes Philorhomaios Philhellen. Jeho královský původ i celé království by bylo s největší pravděpodobností zapomenuto, nebýt stavebního programu tohoto panovníka. Díky jemu je znám hierothesion na hoře Nemrut, kde zvěčnil sám sebe, a též zde v Arsameii, kde dal vybudovat hierothesion svého otce, krále Mithridata I. Je nutno zmínit i třetí hierothesion v těchto místech, Karakuş Tumulus, který nechal postavit syn Antiocha I., král Mithridates II., pro ženy své rodiny.
Na rozdíl od mohyly Karakuş Tumulus nebyla Arsameia jen pohřebištěm královské rodiny. Byla též letní rezidencí království, kam vládce vždy na část roku přesídlil. Rozprostírala se na dvou kopcích z obou stran řeky Nymphaios, obehnána obrannou zdí. Antiochos I. město zvelebil a podle jednoho z nalezených nápisů též rozšířil palác stojící na samém vrcholu kopce. Město přejmenoval z původního jména Samosata na název Antiochia v Kommagéné.
Arsameia byla pravděpodobně osídlena až do konce existence království Kommagéné, tedy do vlády císaře Vespasiana, který v roce 72 území začlenil do Římské říše. Brzy poté vojáci z legie Legio XVI Flavia Firma využili staveb tohoto starobylého města jako stavební materiál pro most Cendere, stejně jako pro tuto stavbu byly použity sloupy z pohřebiště Karakuş.

## Archeologický výzkum

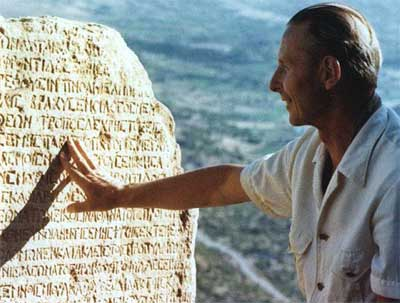
Historik a archeolog Friedrich Karl Dörner

Existence města Arsameia byla objevena náhodou. V roce 1951 prováděl německý archeolog z univerzity v Münsteru Friedrich Karl Dörner (1911–1992) výzkum na hoře Nemrut. Jednoho dne ho jistý domorodec vyzval, aby se jel podívat na místo nazývané „Kámen s obrázkem“. Po bližším ohledání Dörner uvedl, že se jedná o reliéf zobrazující Mithru, perského boha světla. Další práce odhalily dobře zachovalý nápis, který umožnil identifikovat místo jako Arsameiu nad Nymphaios, letní rezidenci vládců Kommagéné. První systematické archeologické práce pod vedením Dörnera začaly v roce 1953. V letech 1953–1956 zde Dörnerův tým ve spolupráci s americkou archeoložkou Theresou Goellovou objevil reliéfy a tunely.
Friedrich Karl Dörner popsal nejdůležitější nalezená místa jako lokality I, II a III.

### Lokalita II
Výškově nejnižší je lokalita II (37.942721, 38.656588), kde je nejcharakterističtější památkou reliéf boha Mithry či Mithrův reliéf. Zachovala se pouze jeho pravá polovina představující boha Mithru s frigickou čapkou na hlavě. V ruce má svazek větviček, známých jako barsom a používaných kněžími při očistných rituálech. Na reliéfu jsou vidět charakteristické paprsky vyzařující z hlavy boha světla. Zadní strana kamenného bloku je pokryta nápisy.
Z levé poloviny reliéfu byl nalezen pouze zlomek paže, kterou Dörner vzhleden ke stylu odění označil za královskou. Není však známo, zda reliéf znázorňoval Antiocha I. nebo jeho otce Mithridata I. Celá scéna pravděpodobně představovala dexiózu, tedy podání ruky mezi božstvem a vládcem. V království Kommagéné se dochovalo mnoho podobných reliéfů svědčících o megalomanství vládců, kteří se považovali za rovné bohům. Dnešní podoba Mithrova reliéfu je výsledkem Dörnerovy práce, kdy znovu sestavil spodní polovinu a horní čtvrtinu postavy boha Mithra.

### Lokalita I
Lokalita I (37.942936, 38.655357) se nachází výše v horském svahu. Je zde několik přírodních jeskyní využívaných lidmi v prehistorických dobách. Navíc byl do skály vytesán monumentální výklenek s klenutým stropem. V hloubi výklenku je tunel, který vede po 14 schodech dolů do vertikálního tunelu. Na jeho konci je komora na čtvercovém půdorysu o stranách osm metrů a výšce devět metrů. Pokud jde o funkci této komory, výzkumníci se neshodnou. Dörner tvrdil, že zde byl chrám boha Mithra, tedy Mithraeum. Existuje také teorie, že se jednalo o pohřební komoru krále Mithridata I. Callinica.
Na levé straně vchodu do tunelu je reliéf zobrazující dexiózu, ale dochovaný ve špatném stavu. I v tomto případě bylo možné identifikovat boha Mithru stojícího vpravo, ale další znaky nebyly badateli rozpoznány. Před nikou jsou dva kvádry, na kterých byly v přední části vytesány reliéfy lidských nebo božských postav. Jejich boční a zadní stěny jsou hustě pokryty nápisy.

### Lokalita III
V lokalitě III (37.943325, 38.656036), která leží výše nad oběma předchozími lokalitami, se nachází nejzachovalejší reliéf v Arsameii, opět se scénou dexiózy – potřesení rukou, tentokrát mezi králem Mithridatem a mytickým hrdinou Héraklem. Mithridates, stojící vlevo, je oděn do královského oblečení a na hlavě má posazenu kitari, vysokou korunu, charakteristickou pro vládce starověké Arménie. Podává ruku neoděnému Héraklovi.
Mírně vpravo pod tímto reliéfem je vchod do tunelu. Nápis nad ním je psaný v pěti sloupcích a je údajně největším řeckým nápisem v Anatolii. Obsahuje historii založení Arsameii a budování hierothesionů na jejím území, pokyny ke správnému provádění náboženských rituálů a tituly králů Antiocha a Mithridata a královny Laodice, dcery Antiochovy. Sám Antiochos je zde zmíněn jako „… spravedlivý, významný bůh, přítel Římanů a přítel Řeků“. Vzhledem k tomu, že byl nápis již od starověku v podzemí, je ve výborném stavu. Originální znění v řečtině je:
Ἀντίοχος ὁ Θεὸς Δίκαιος Ἐπιφανὴς Φιλορωμαῖος Φιλορωμαῖος Φιλλέλinλe.ν

Tunel byl vytesán ve skále k neznámému účelu. Je dlouhý 158 metrů a sahá hluboko do země. Po prvních 50 metrech se výška jeho otvoru snižuje a klesání je strmější. Na konci je vyústěn do jeskyně. Předpokládá se, že prostor sloužil k náboženským účelům.

### Akropole
Nad lokalitami I–III zcela nahoře leží ruiny Akropole (37.943759, 38.655409). Byly zde nalezeny základy budov s podlahami zdobenými mozaikami datovanými do 2. stol. př. n. l. Na základě vykopaných fragmentů plastik zobrazujících krále Antiocha I. a jeho matku Laodice vyslovil Dörner teorii, že se na tomto místě nacházelo mauzoleum krále Mithridata, zdobené těmito sochami. Místo je hodno krále, s odpovídajícím výhledem do okolí. Protože v případě dalších známých kommagénských hierothesionů – na hoře Nemrut a Karakuş Tumulus – byli vládci Kommagéné pohřbeni blízko vrcholů, zdá se být Dörnerova teorie lépe opodstatněná než tvrzení, že Mithridates spočíval ve výklenku lokality I.

## Popis lokace
Arsameia nad Nymphaios se nachází v provincii Adıyaman v okrese Kâhta v nadmořské výšce 700 metrů. Byla založena na vyvýšeninách z obou stran řeky Nymphaios (Kahta) na karavanové stezce spojující Řím s Persií.
Z vrcholu Arsameii je vidět mamlúckou pevnost, zvanou Yeni Kale (Nový hrad). Název odlišuje toto místo od Starého hradu (Eski Kale), což je samotná Arsameia. Od akropole lze spatřit horu Nemrut.
Místo je součástí Národního parku Nemrut Dağı.

## Galerie

Ruiny letní rezidence království Kommagéné Arsameii nad Nymphaios
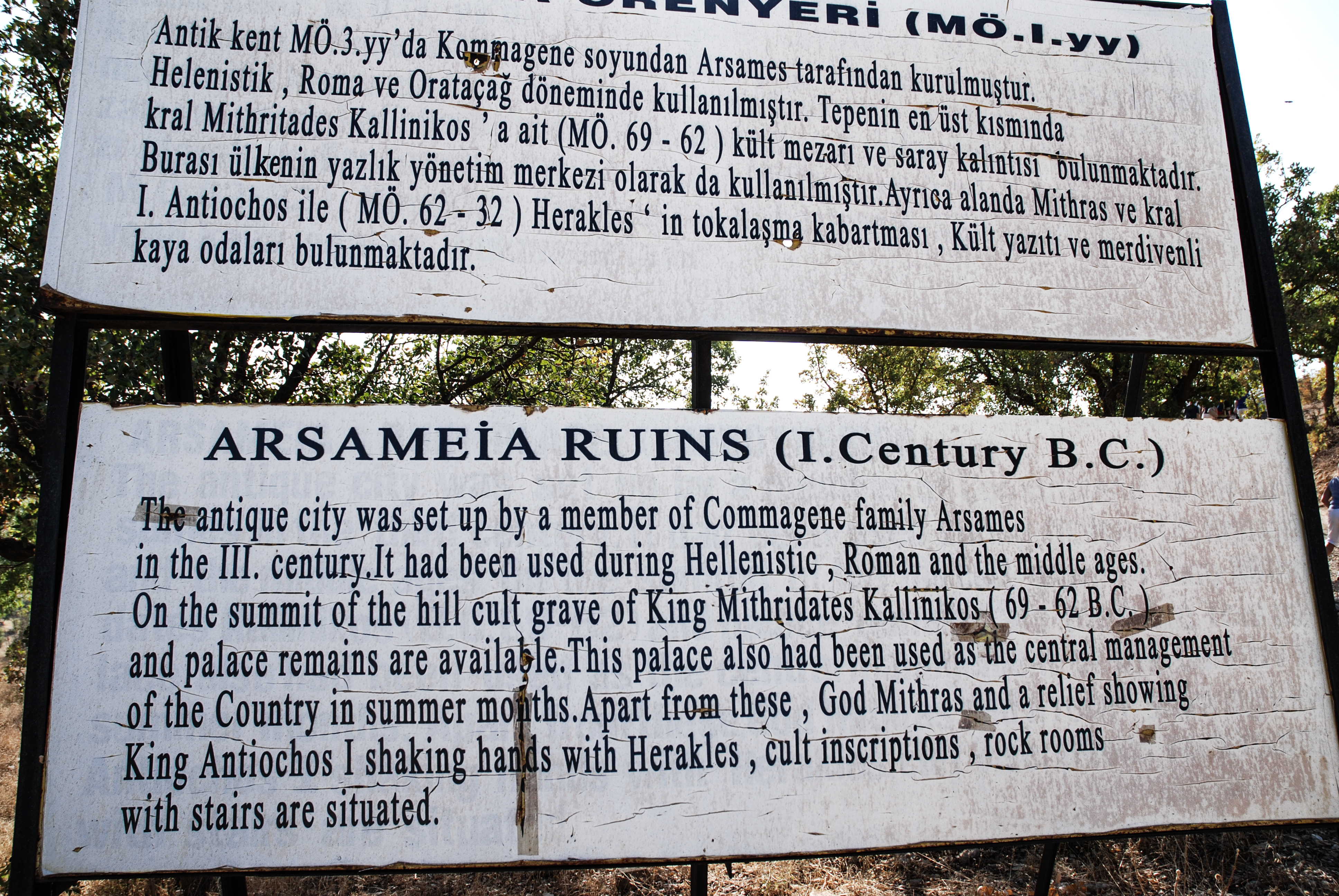
Informační tabule
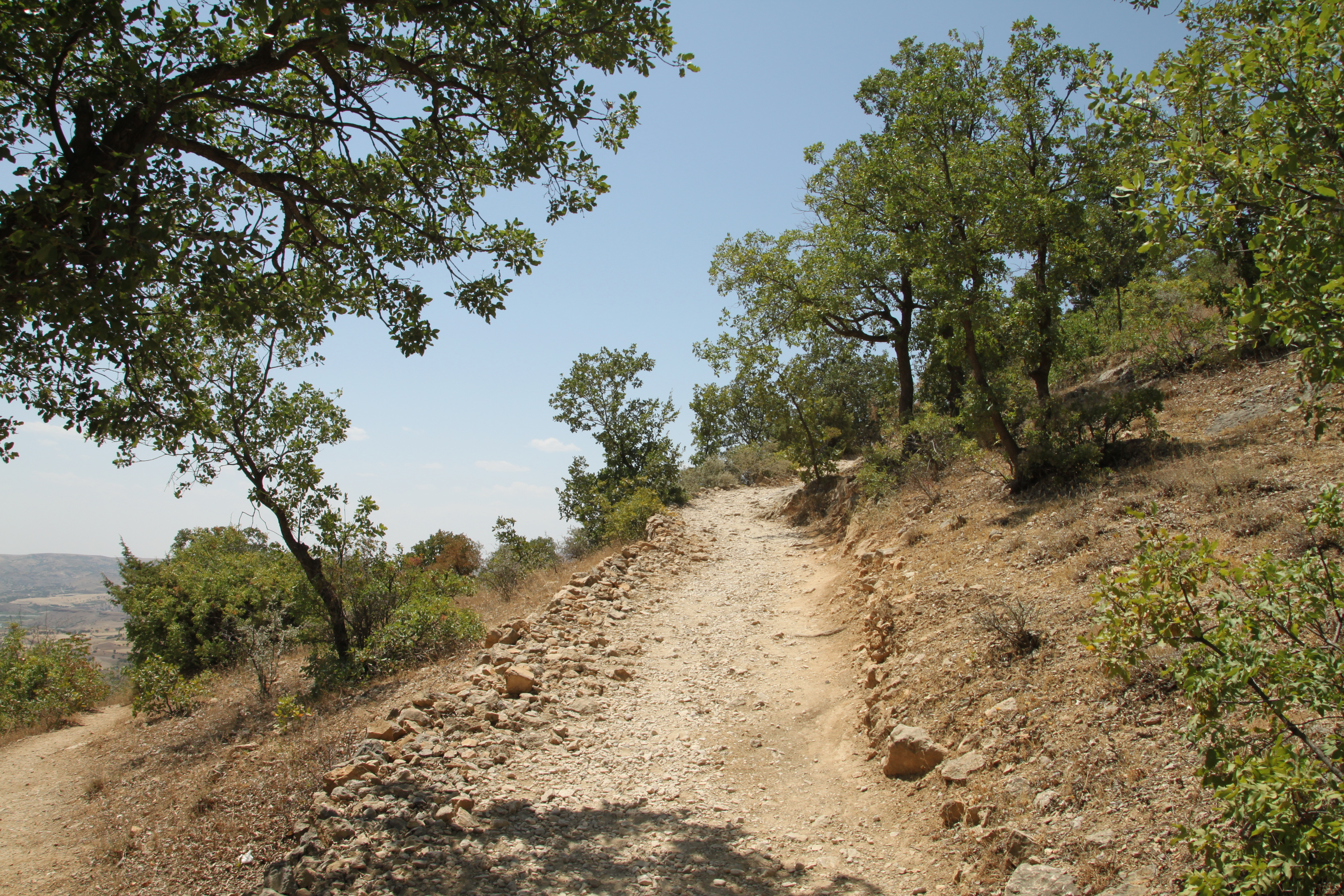
Přístupová cesta shodná se starou procesní
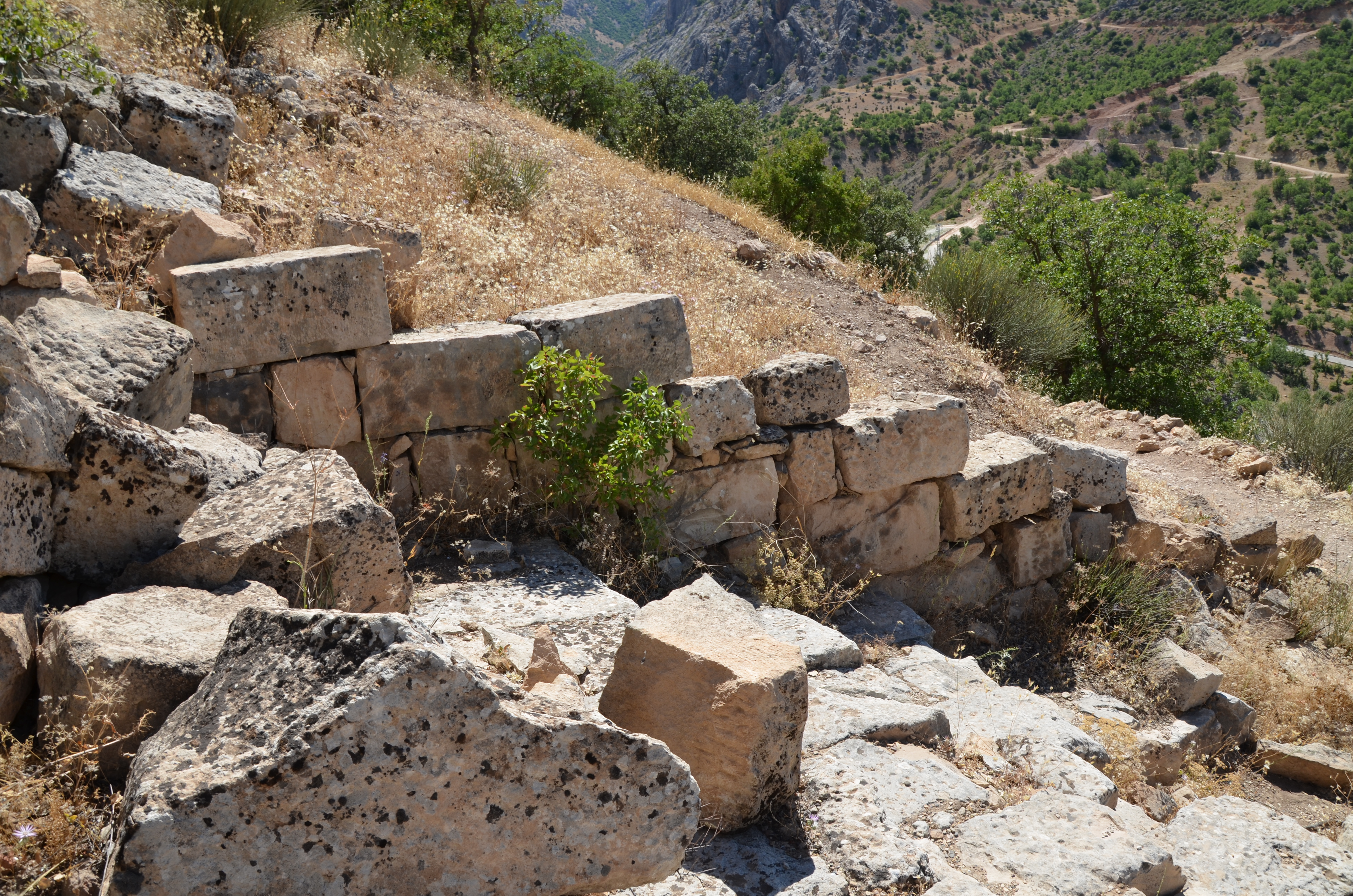
Ruiny procesní cesty
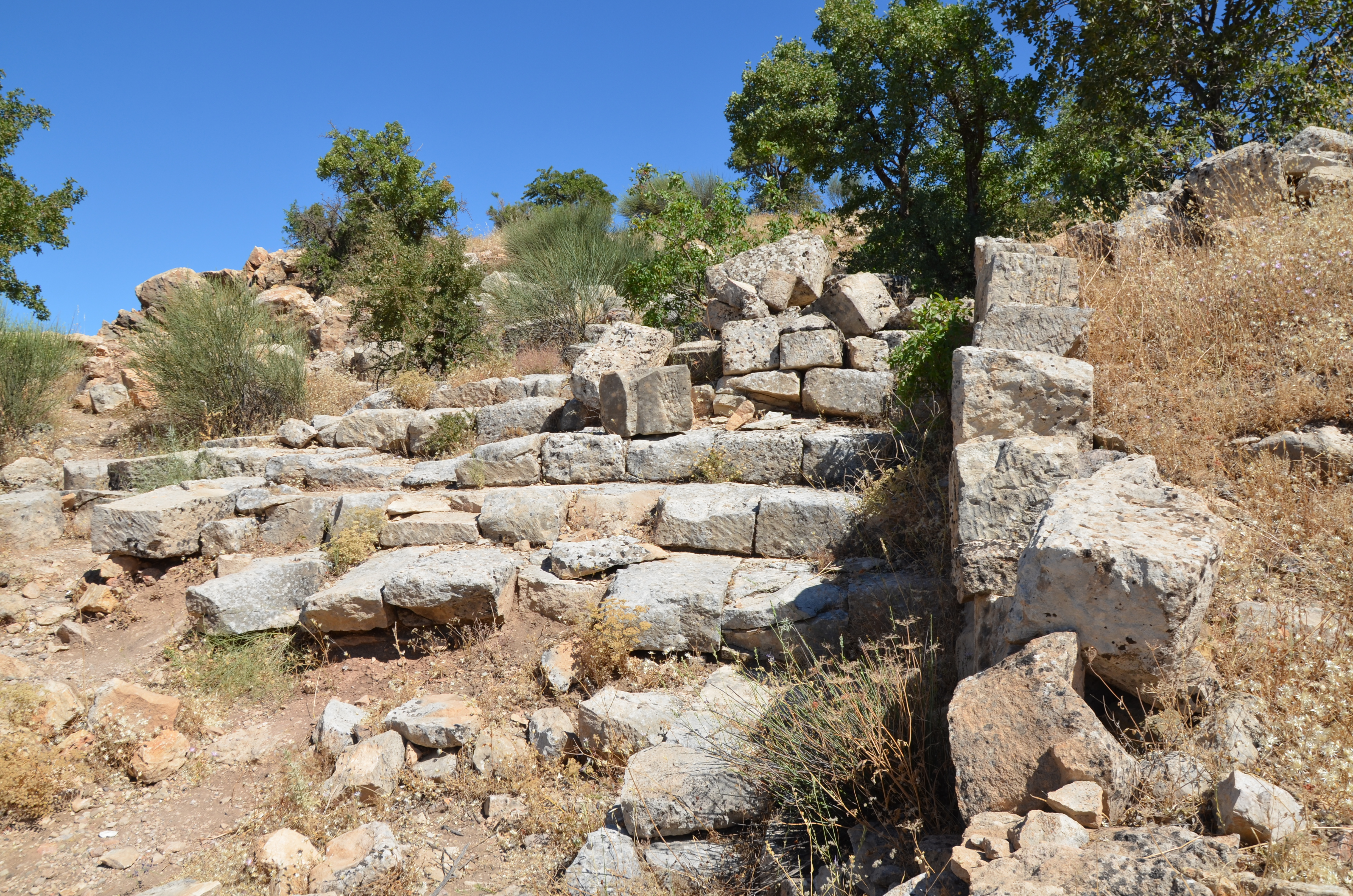
Ruiny procesní cesty
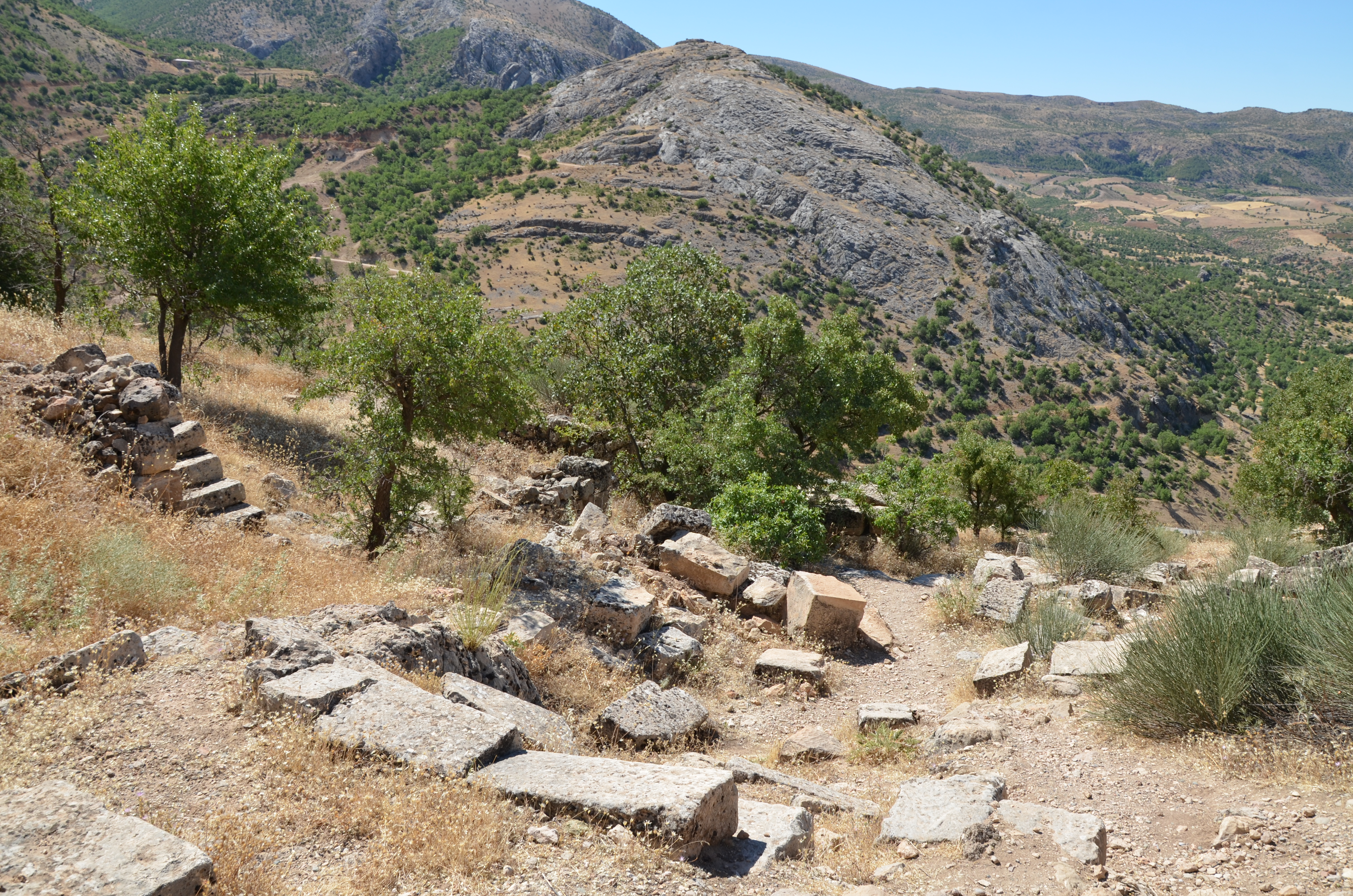
Ruiny procesní cesty
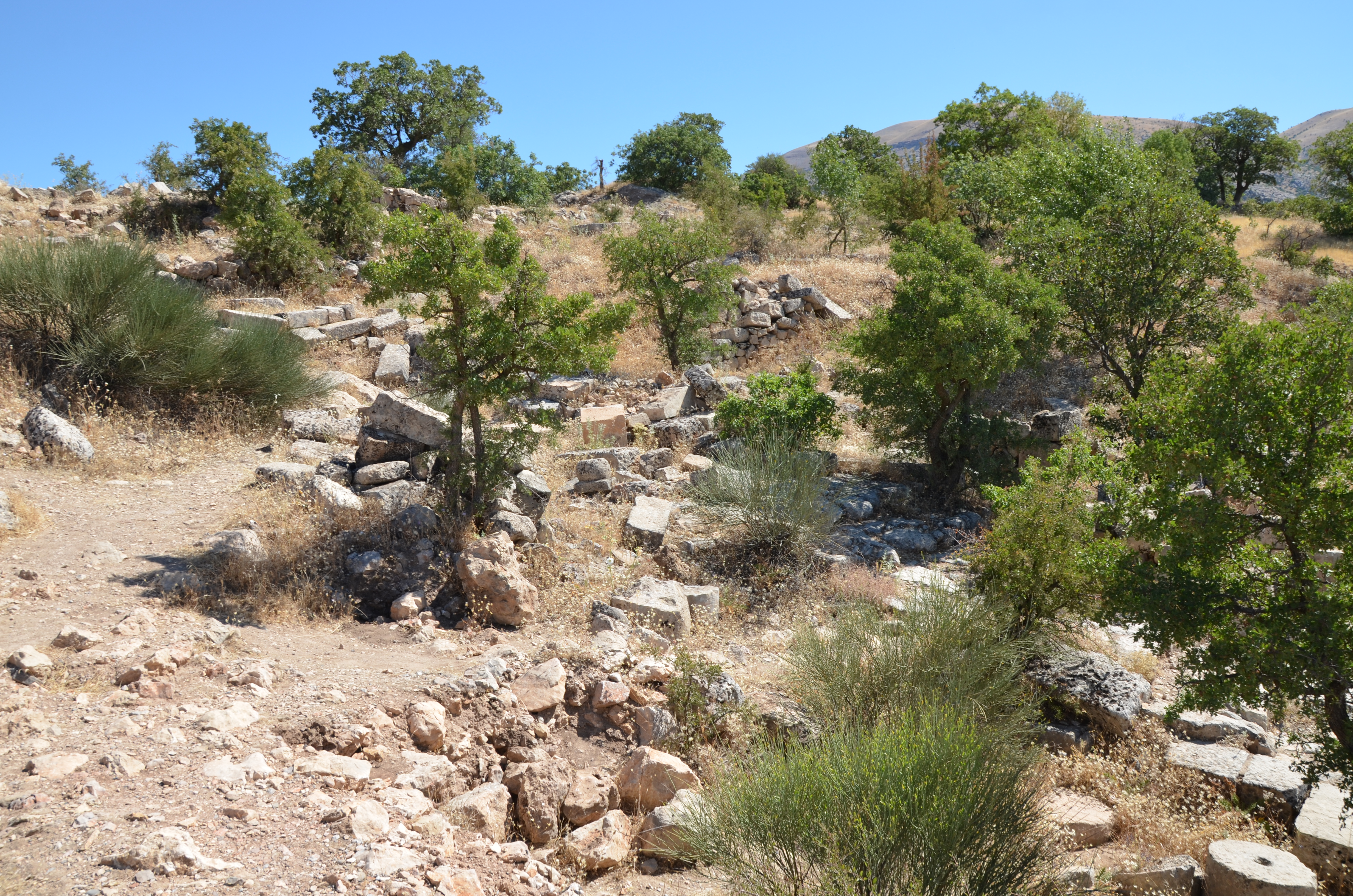
Ruiny akropole
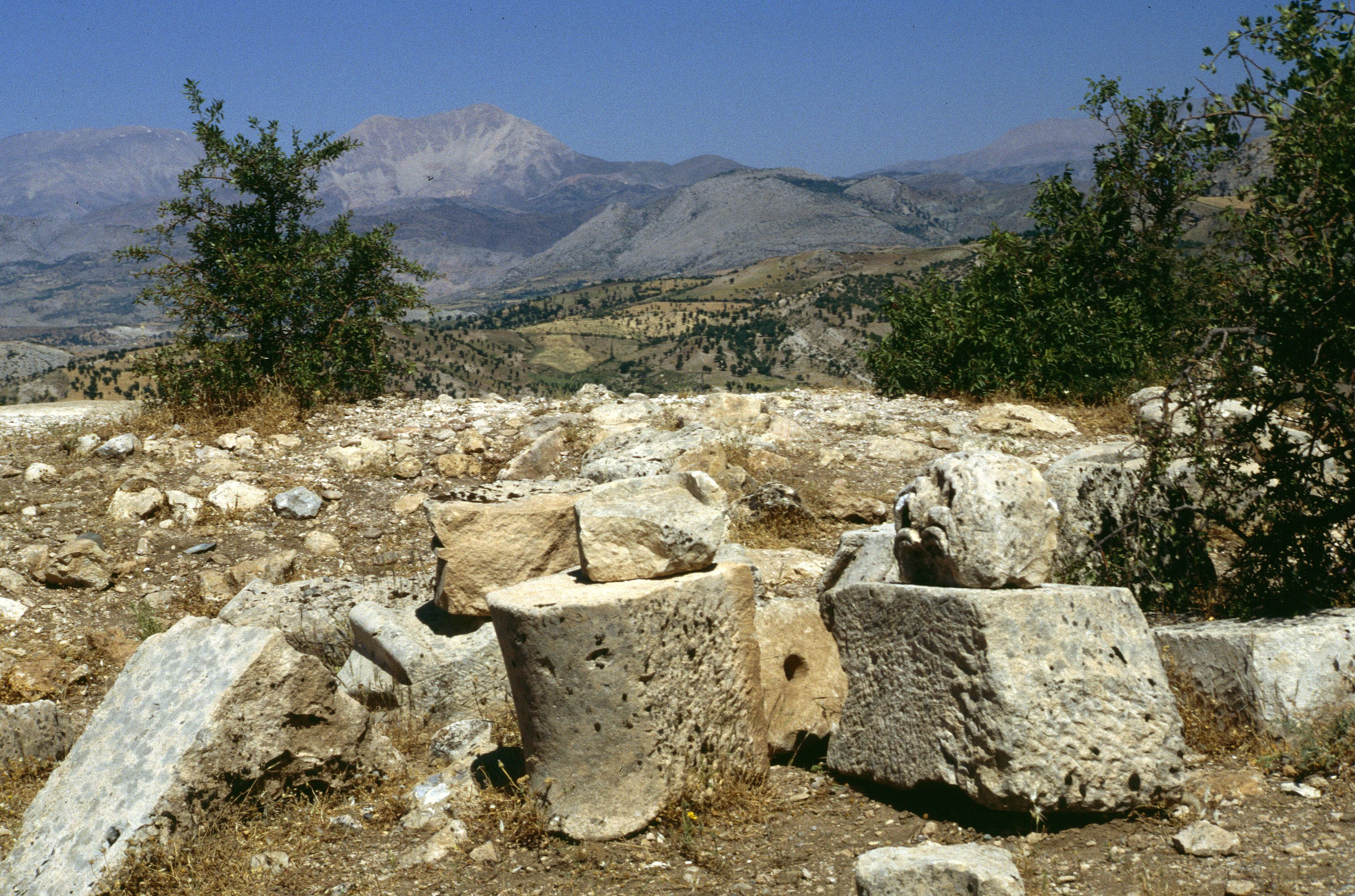
Ruiny akropole
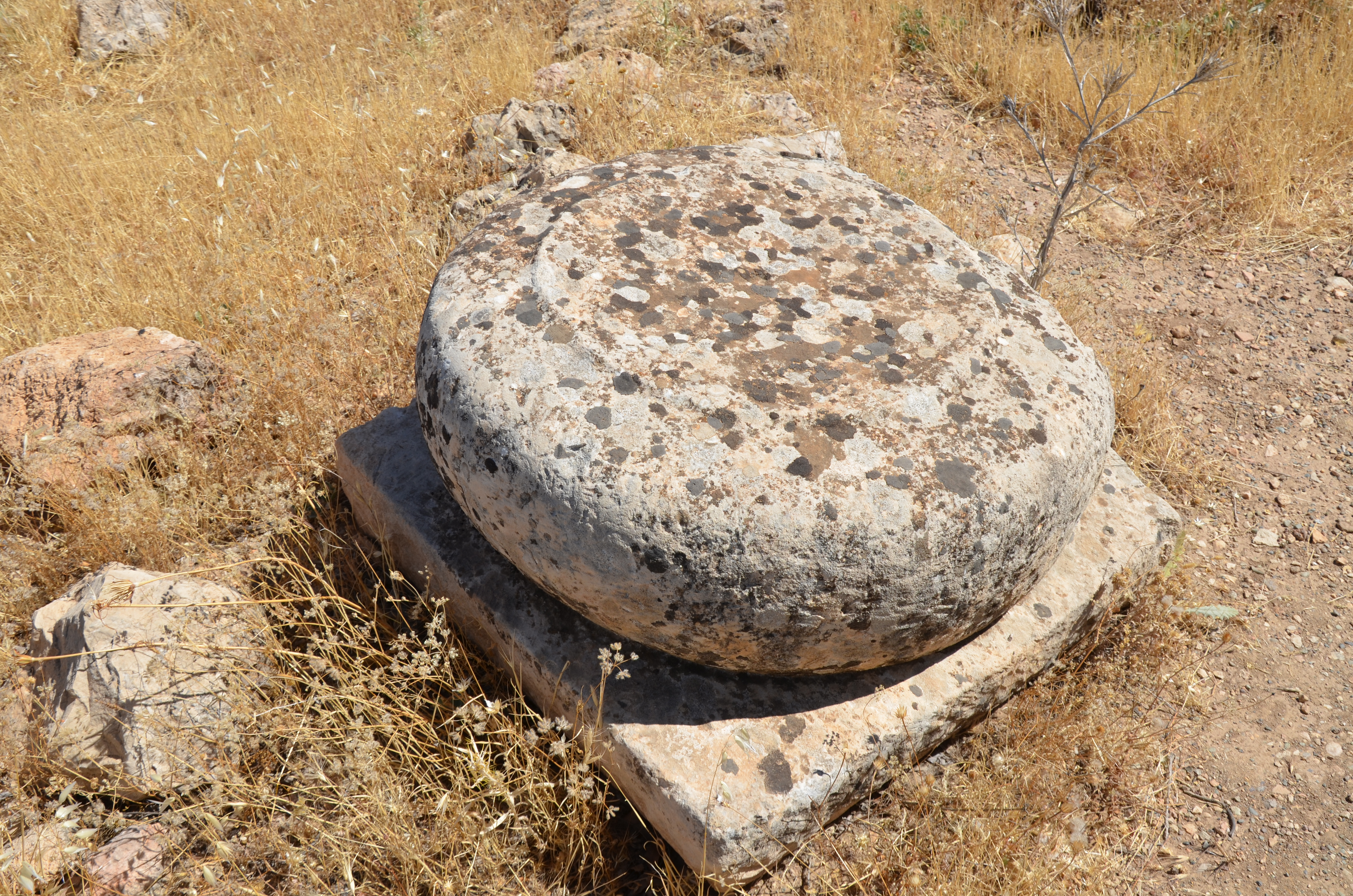
Detail pozůstatku stavby
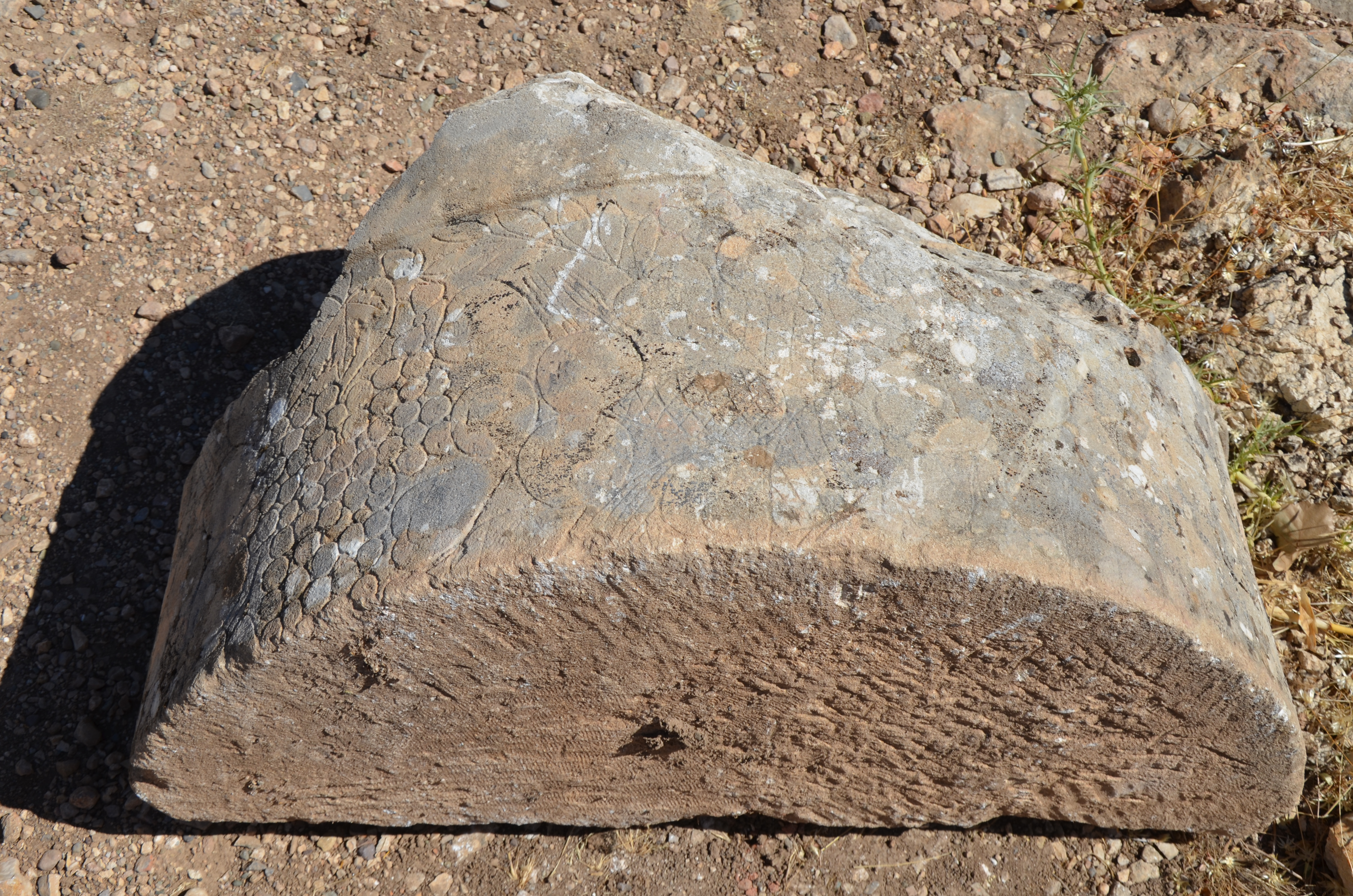
Detail pozůstatku stavby

Lokalita III, reliéf Antiocha I. s Héraklem a řecká nápisová deska nad vstupem do jeskyně
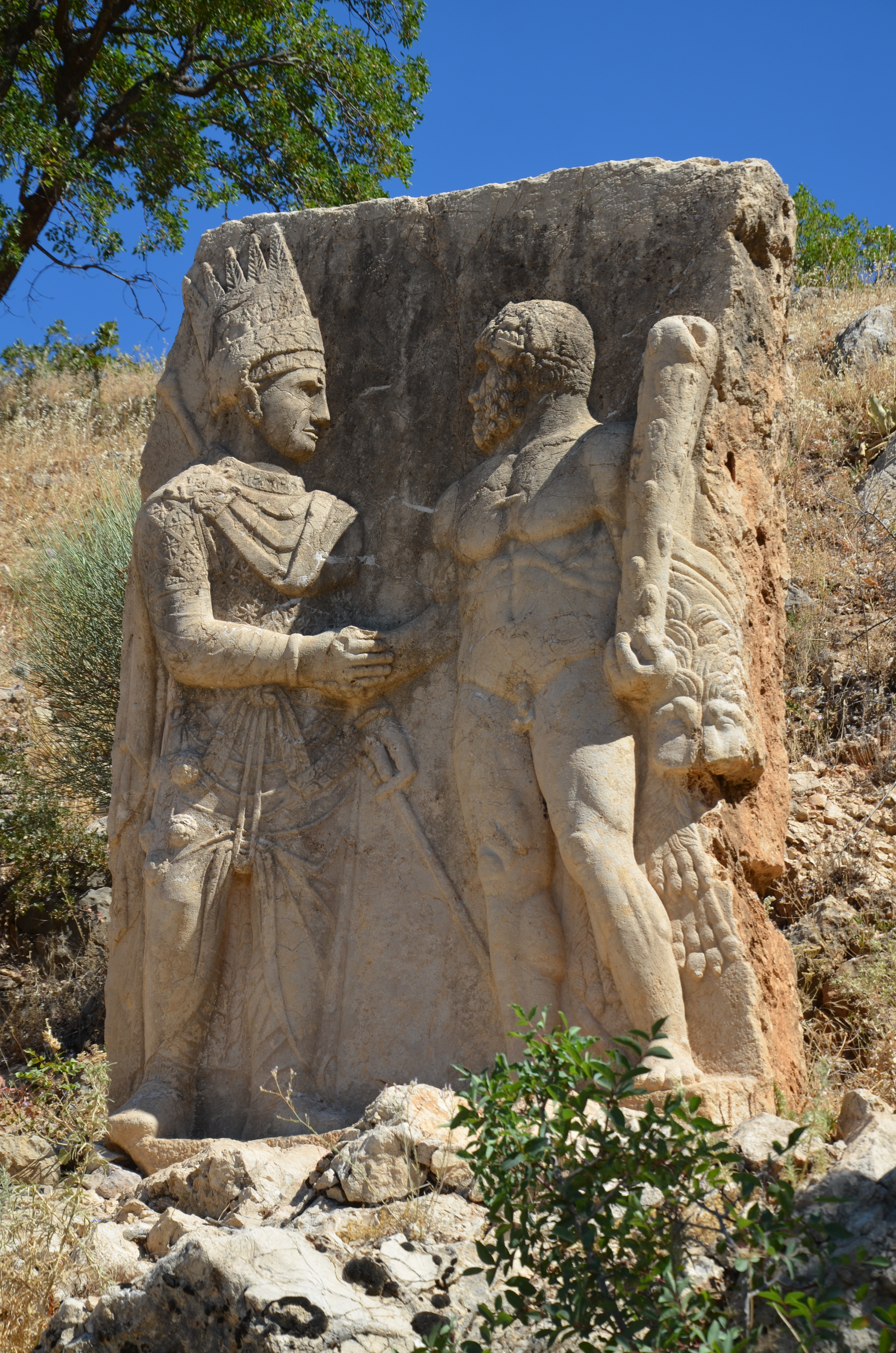
Antiochos I. s Héraklem
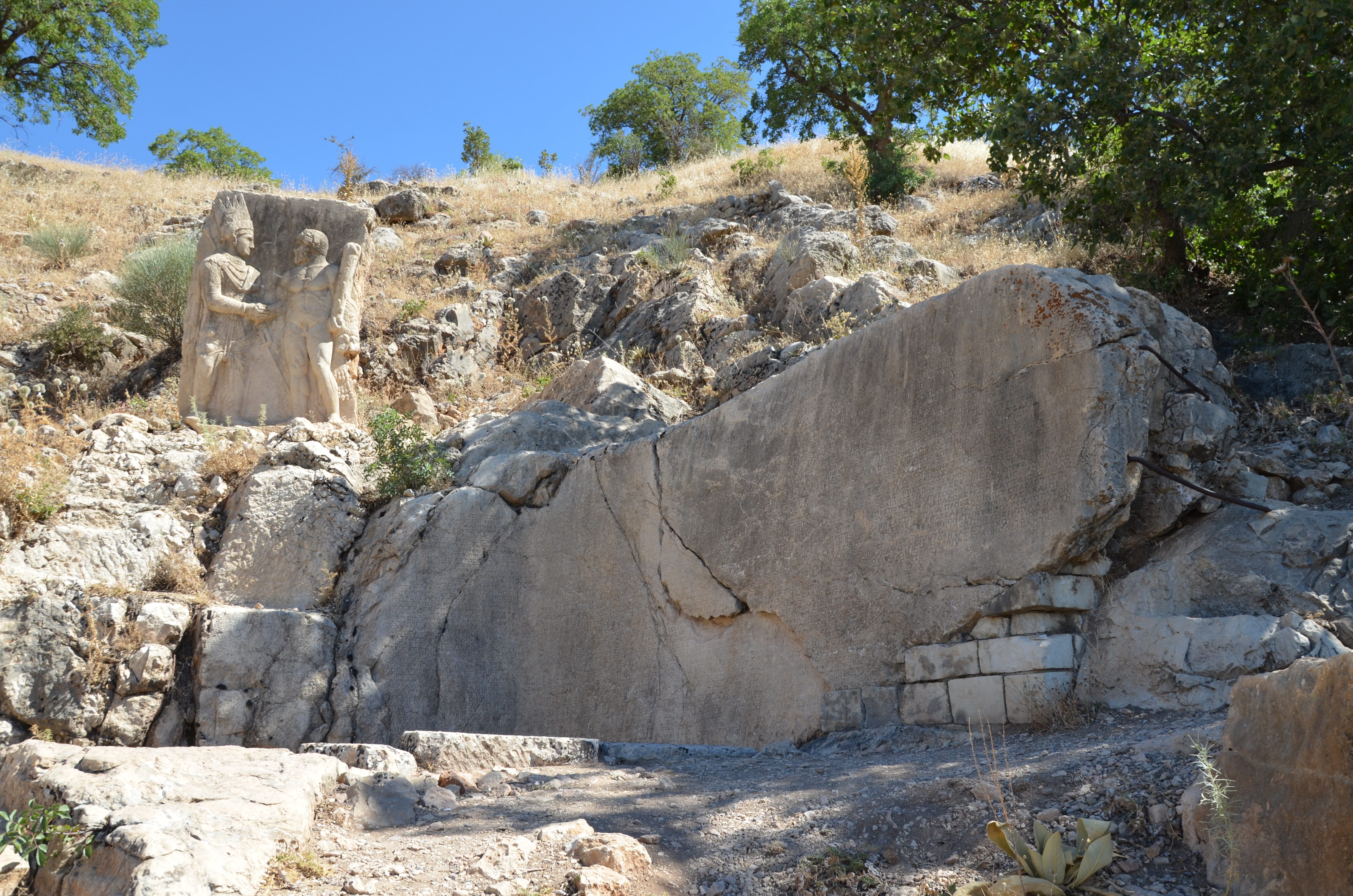
Antiochos I. s Héraklem
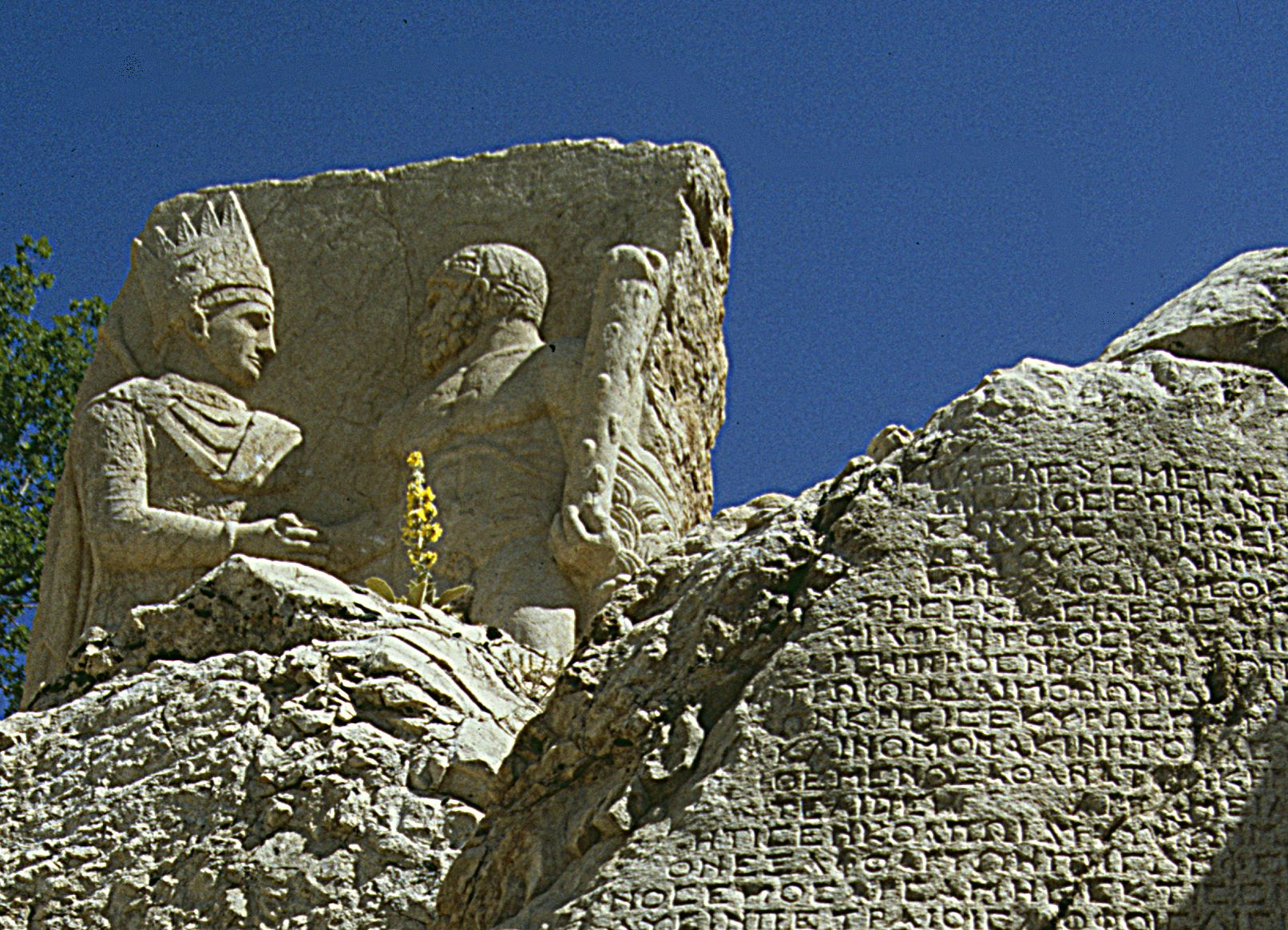
Antiochos I. s Héraklem a část nápisové desky
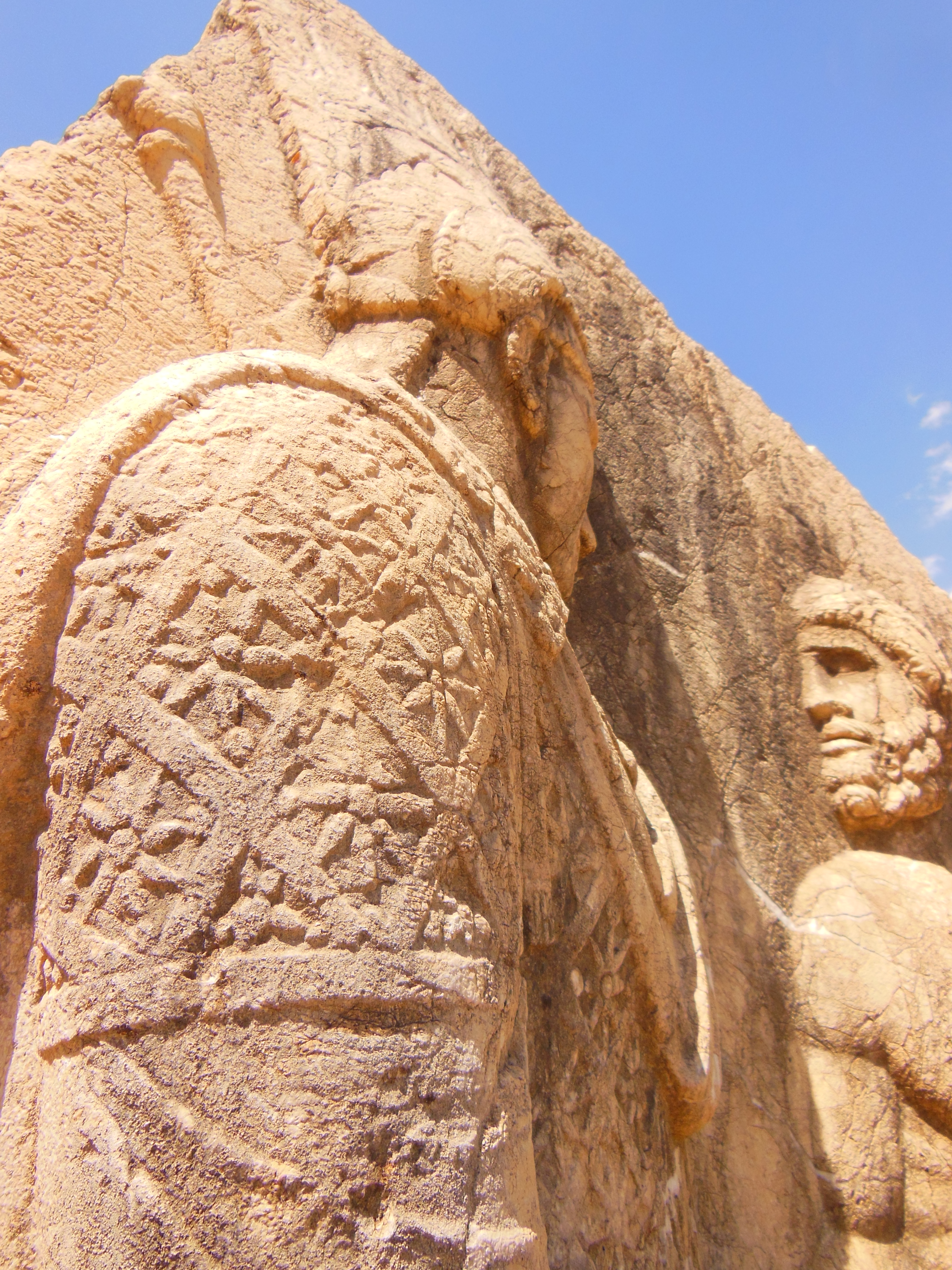
Antiochos I., detail
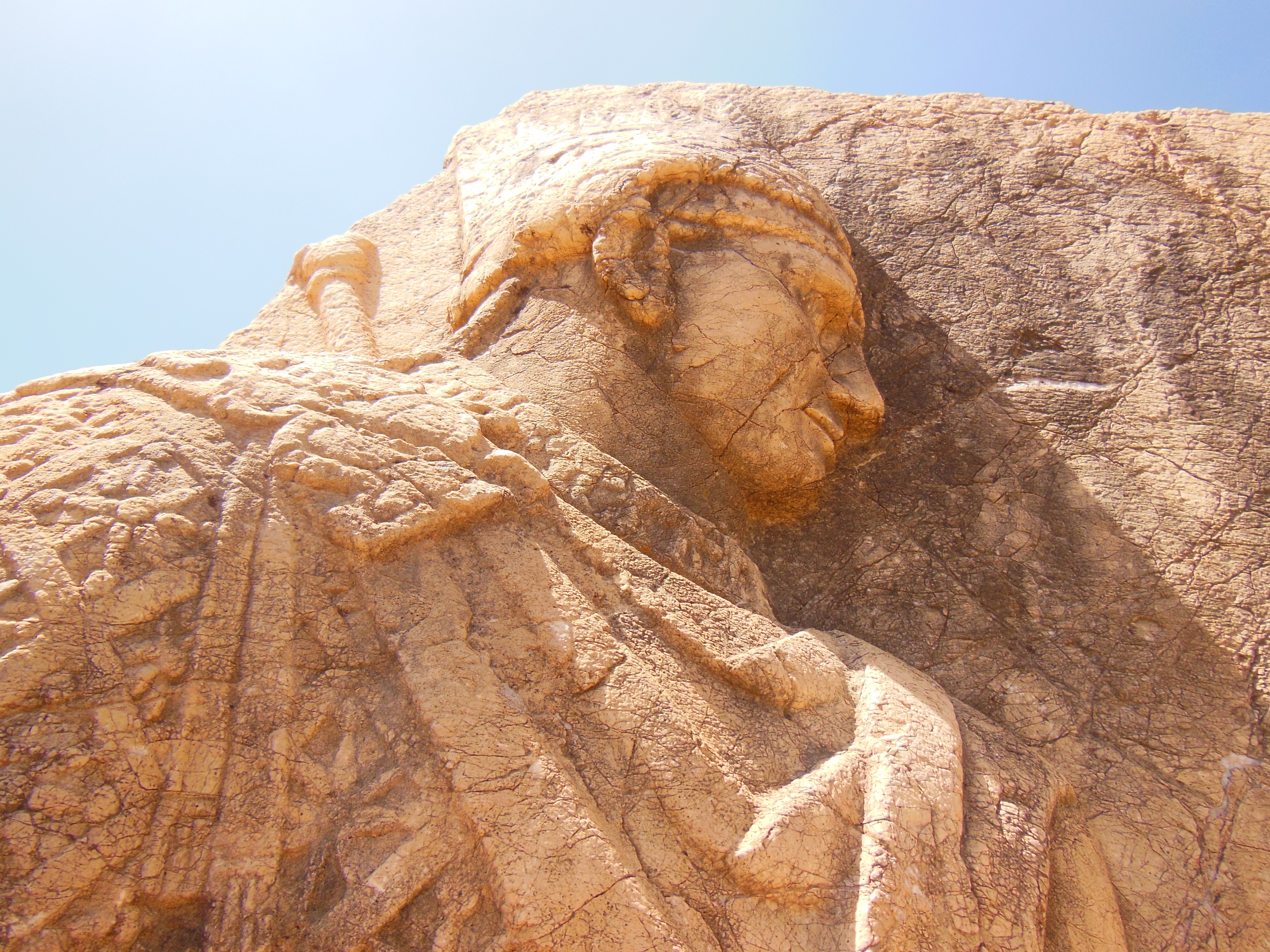
Antiochos I., detail
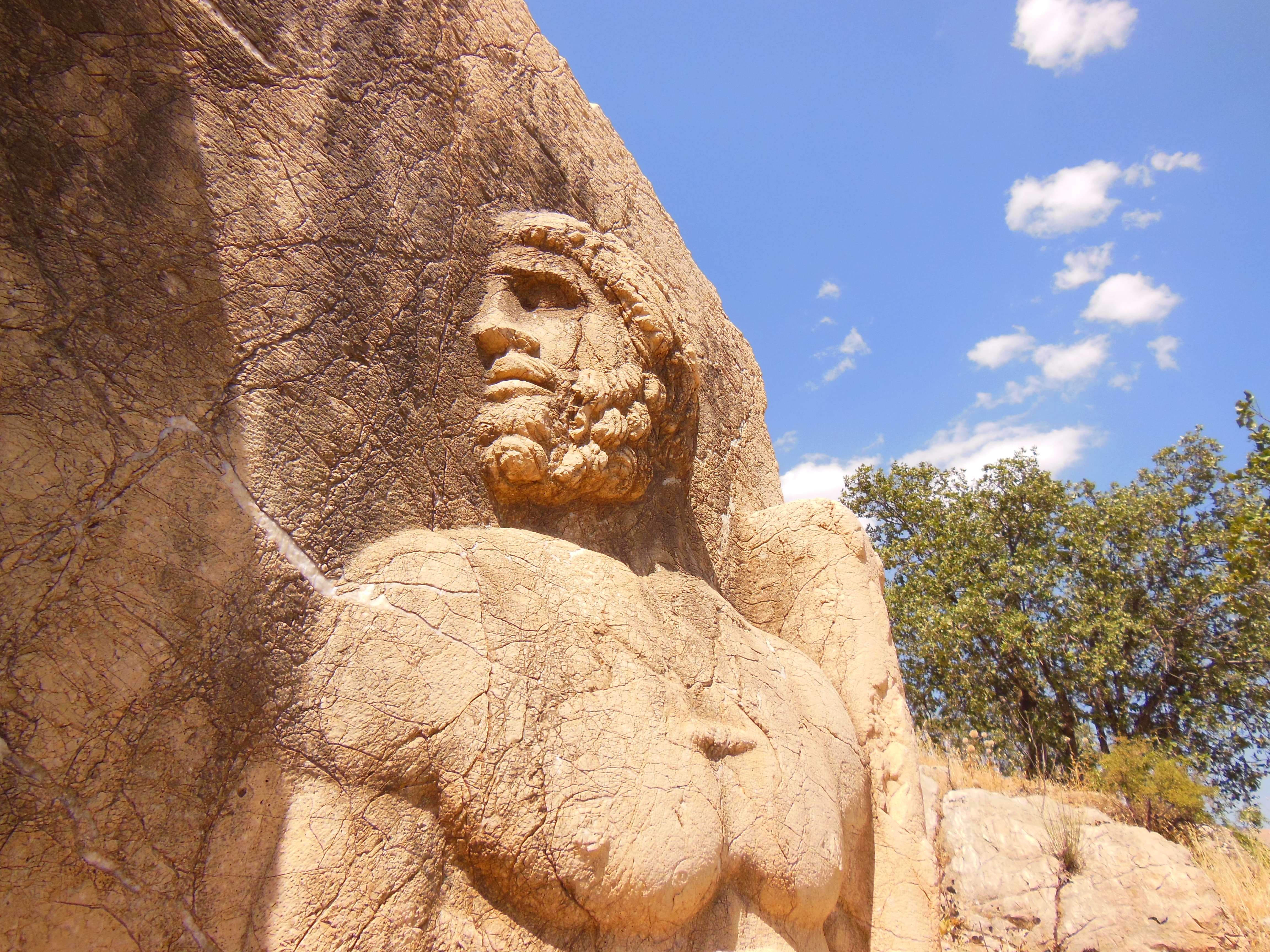
Héraklés, detail
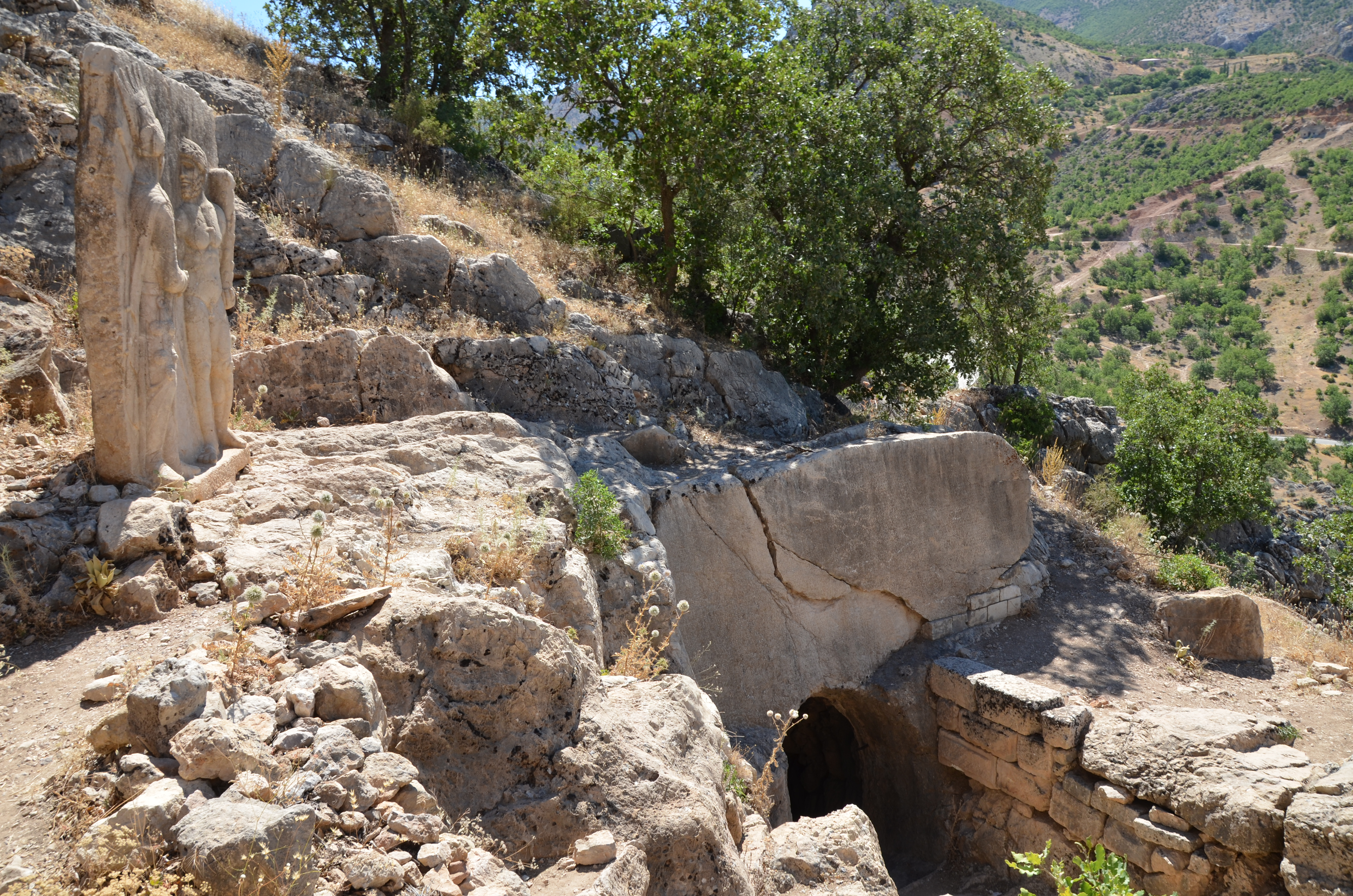
Antiochos I. s Héraklem, vpravo vstup do jeskyně
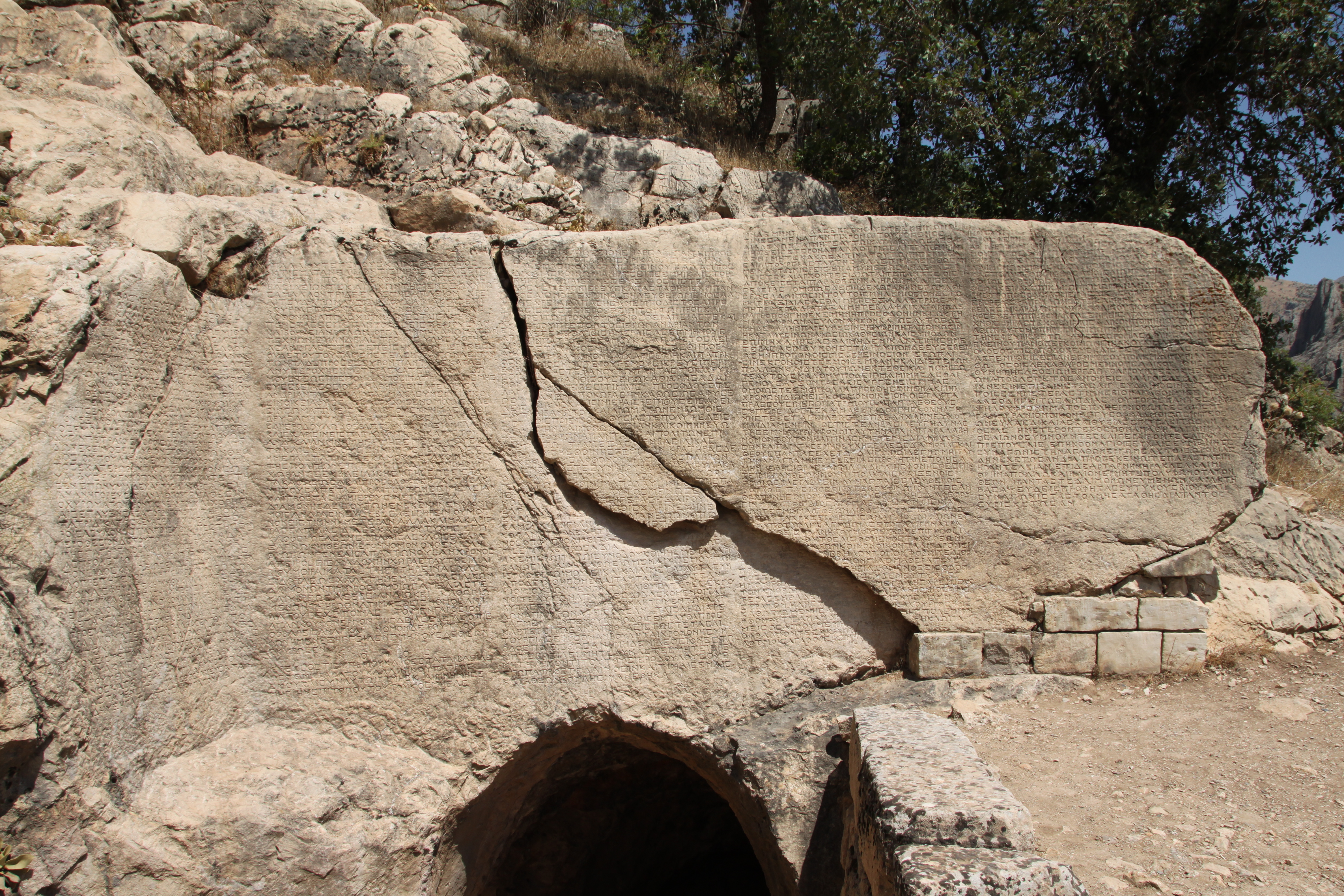
Řecký nápis nad vstupem do jeskyně
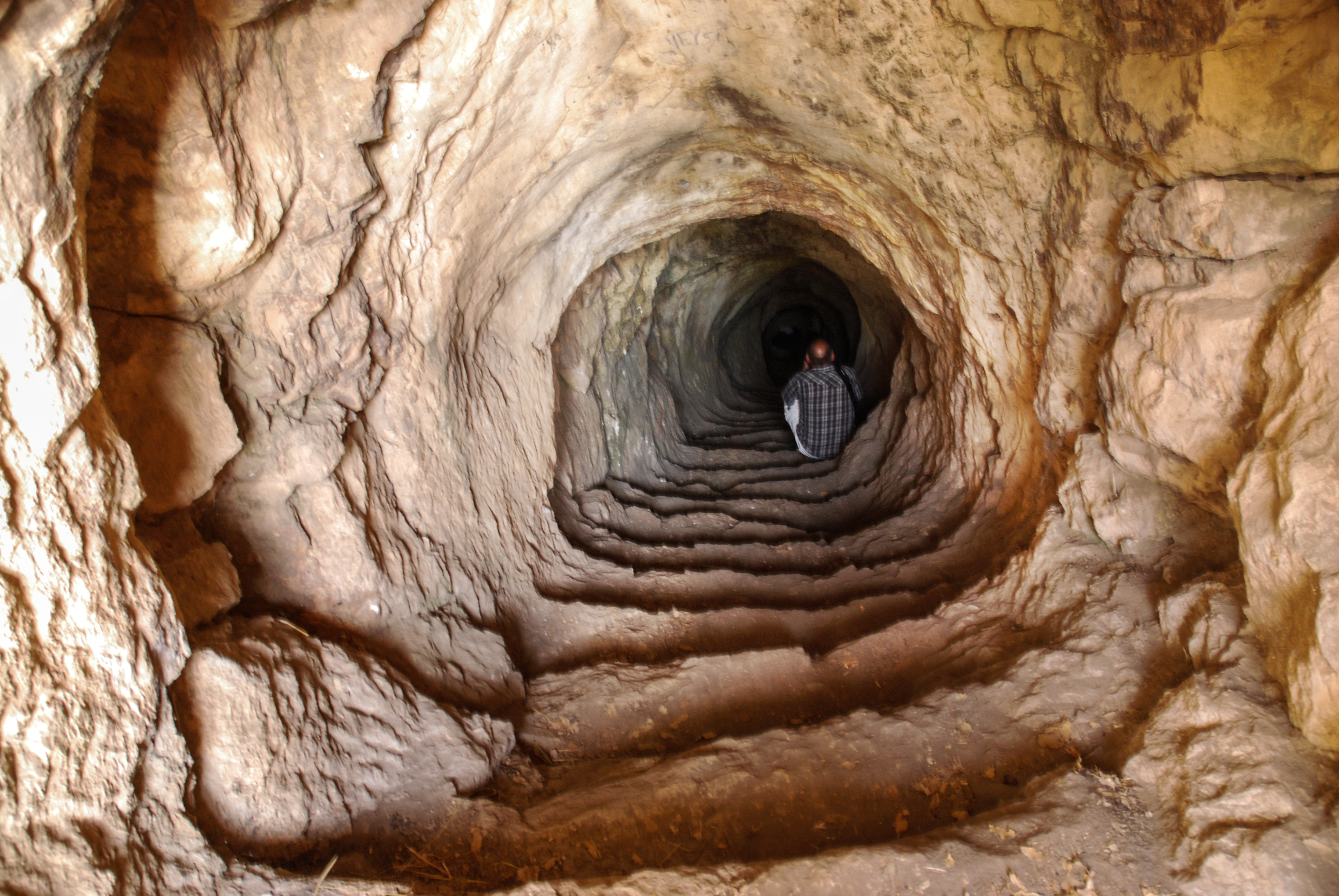
Detail vstupu do jeskyně

Lokality I a II, reliéfy
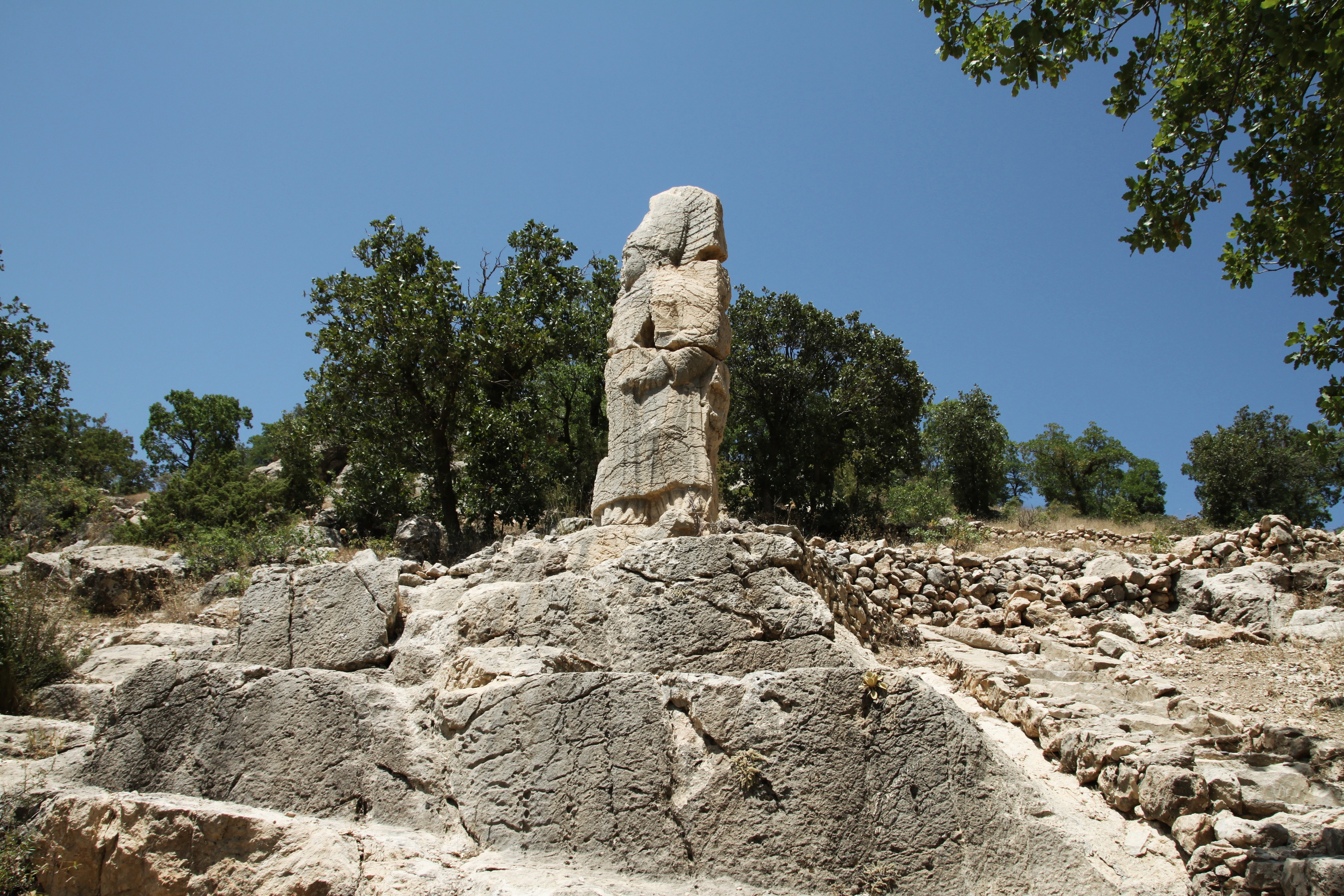
Mithrův reliéf
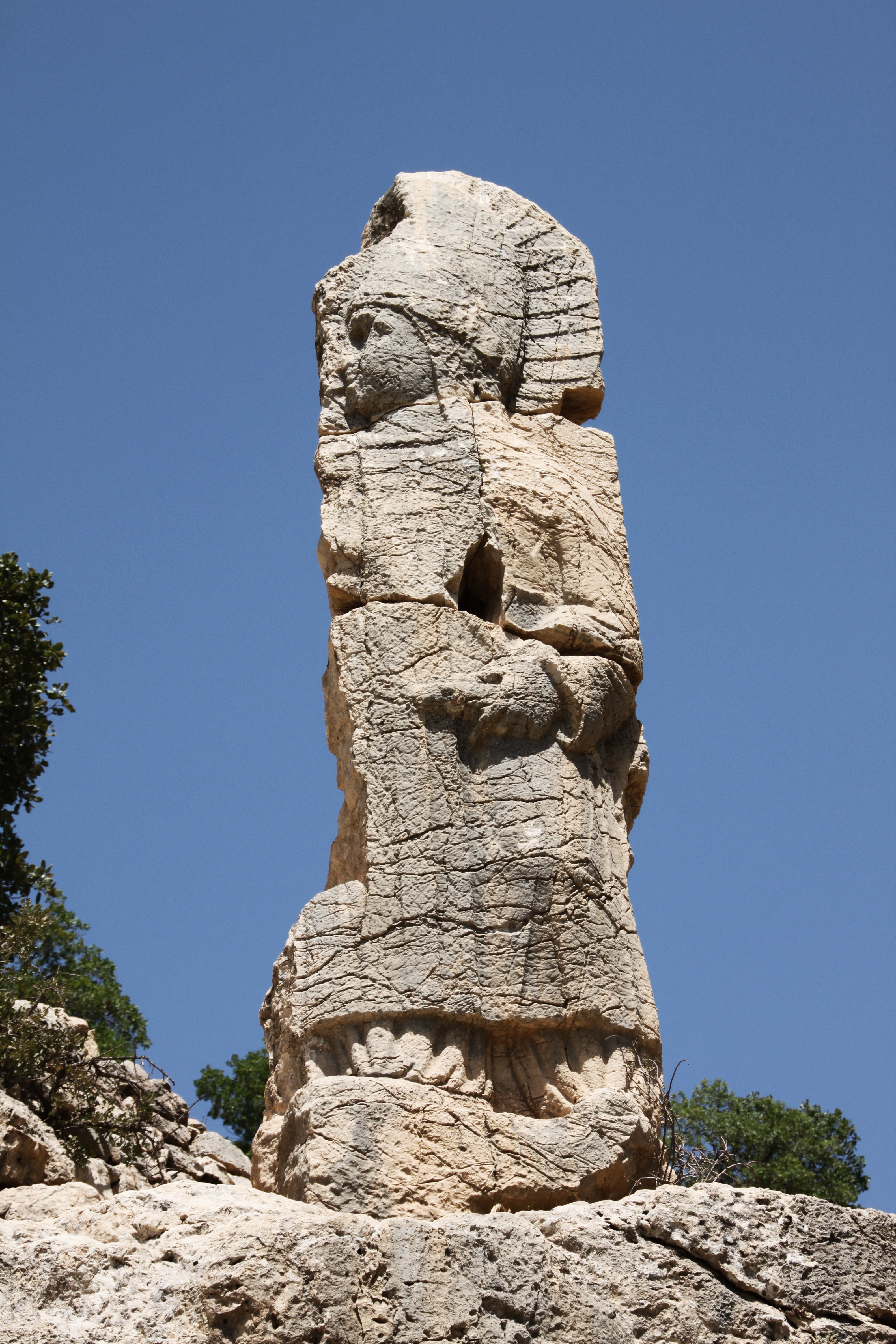
Mithrův reliéf
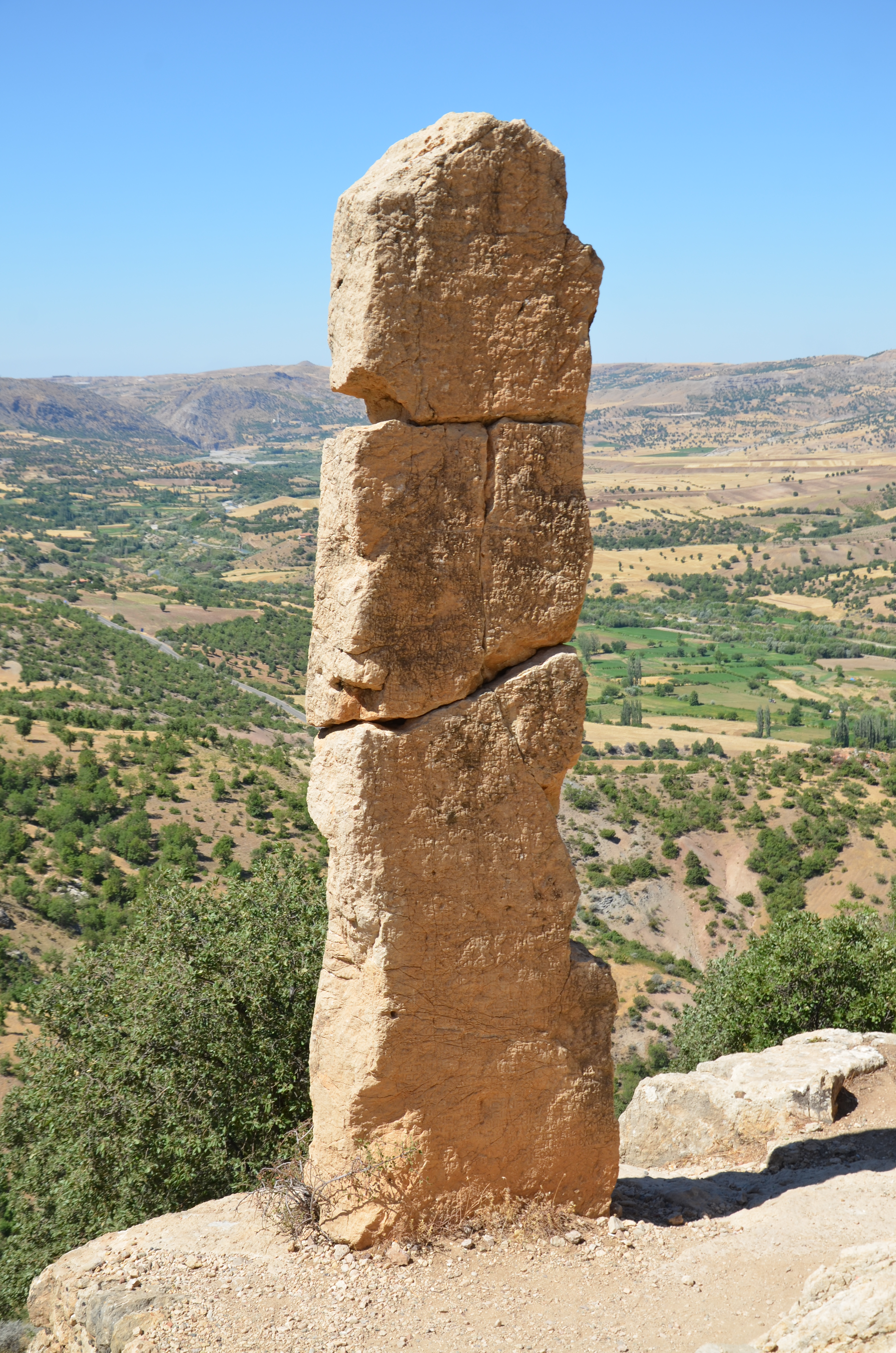
Mithrův reliéf, zadní strana s nápisy
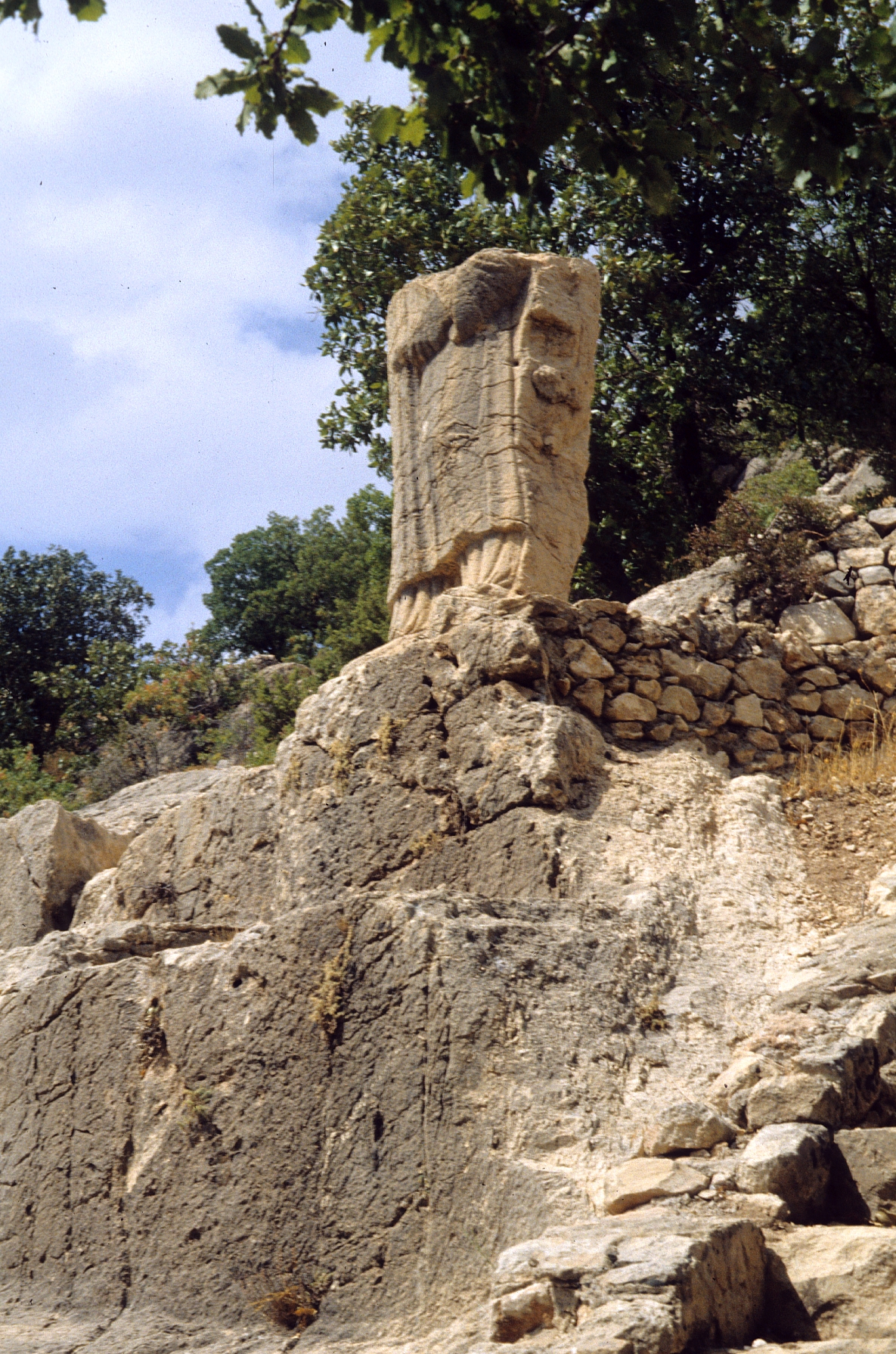
Neidentifikovaný reliéf
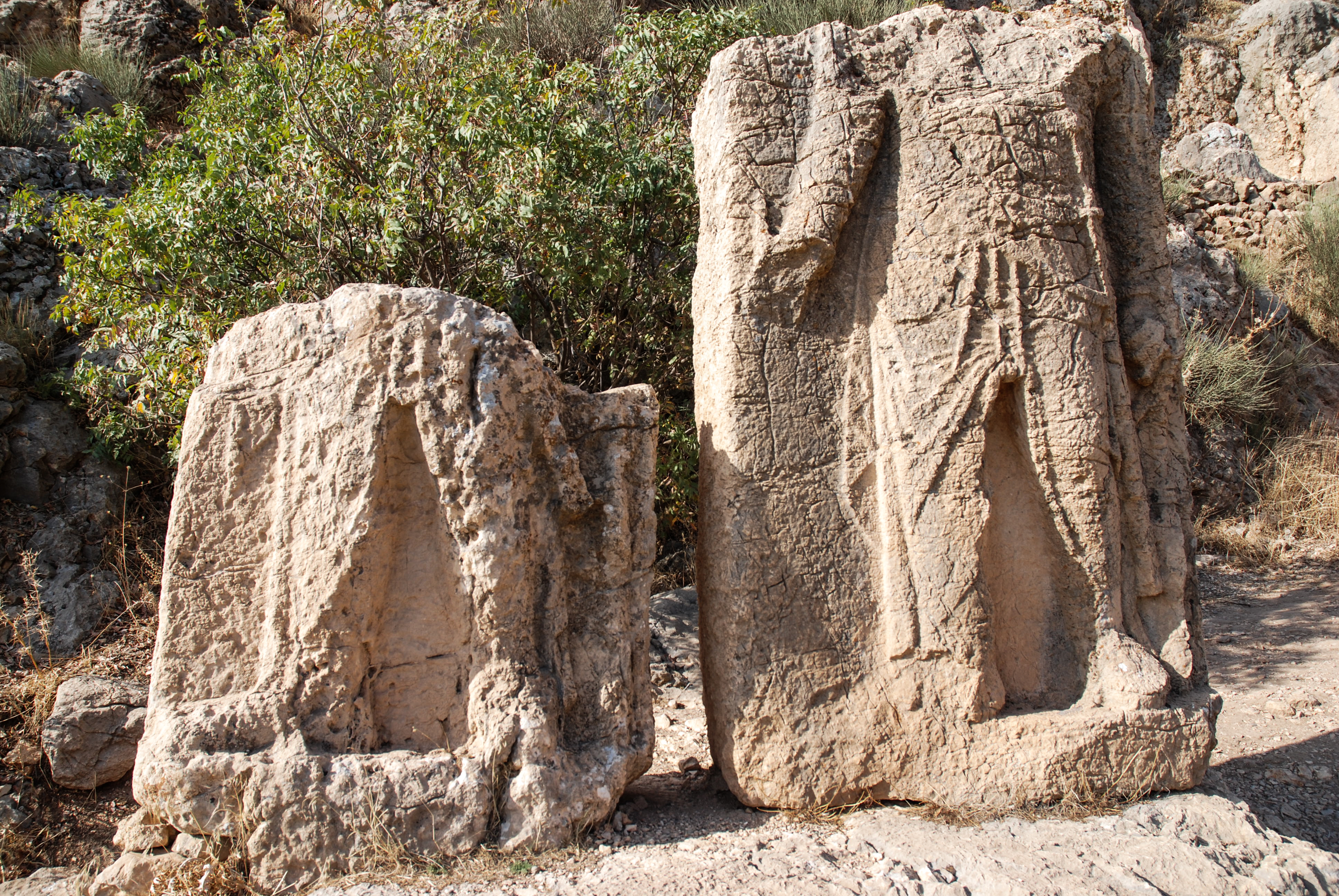
Neidentifikované reliéfy
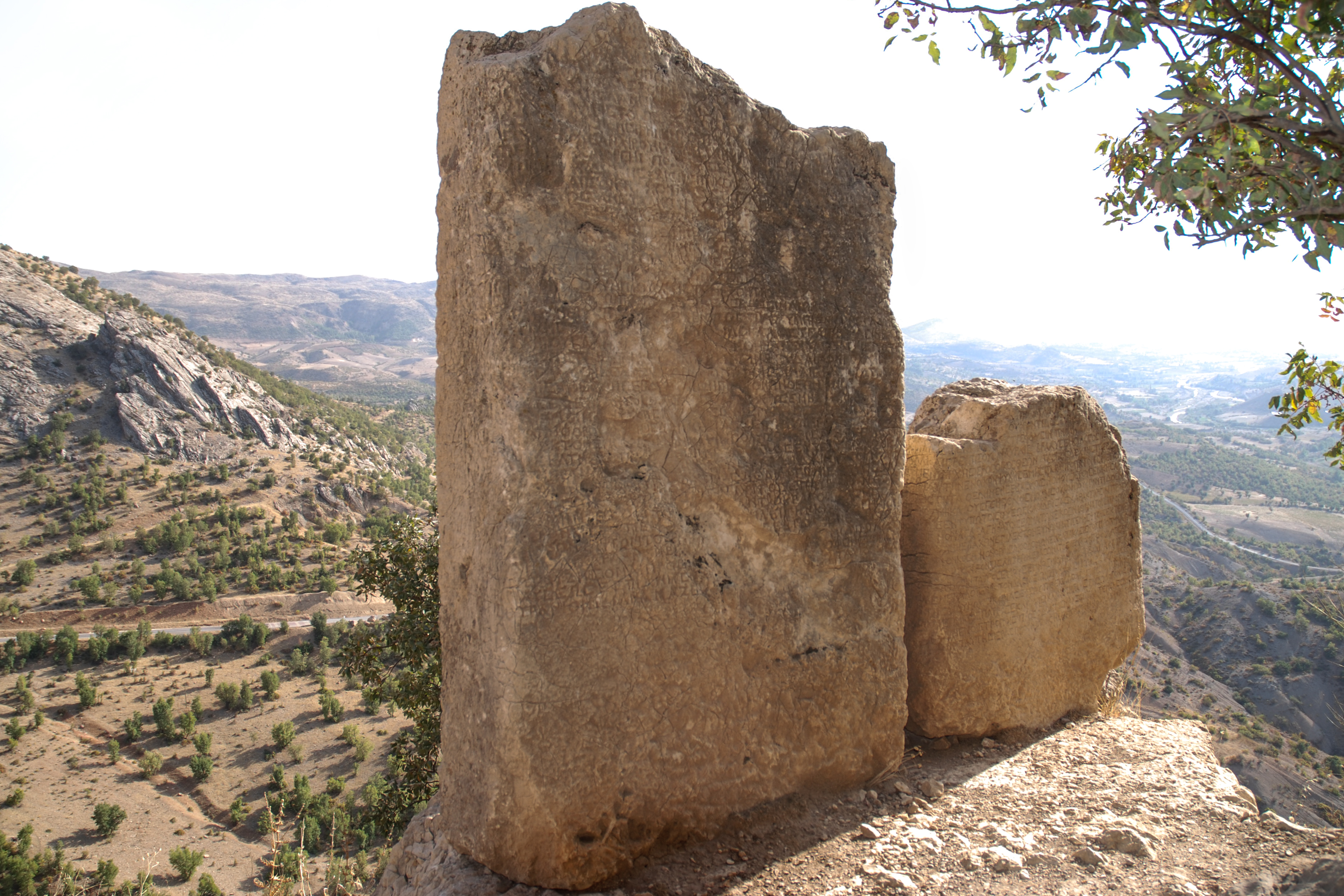
Neidentifikované reliéfy, zadní strana s nápisy
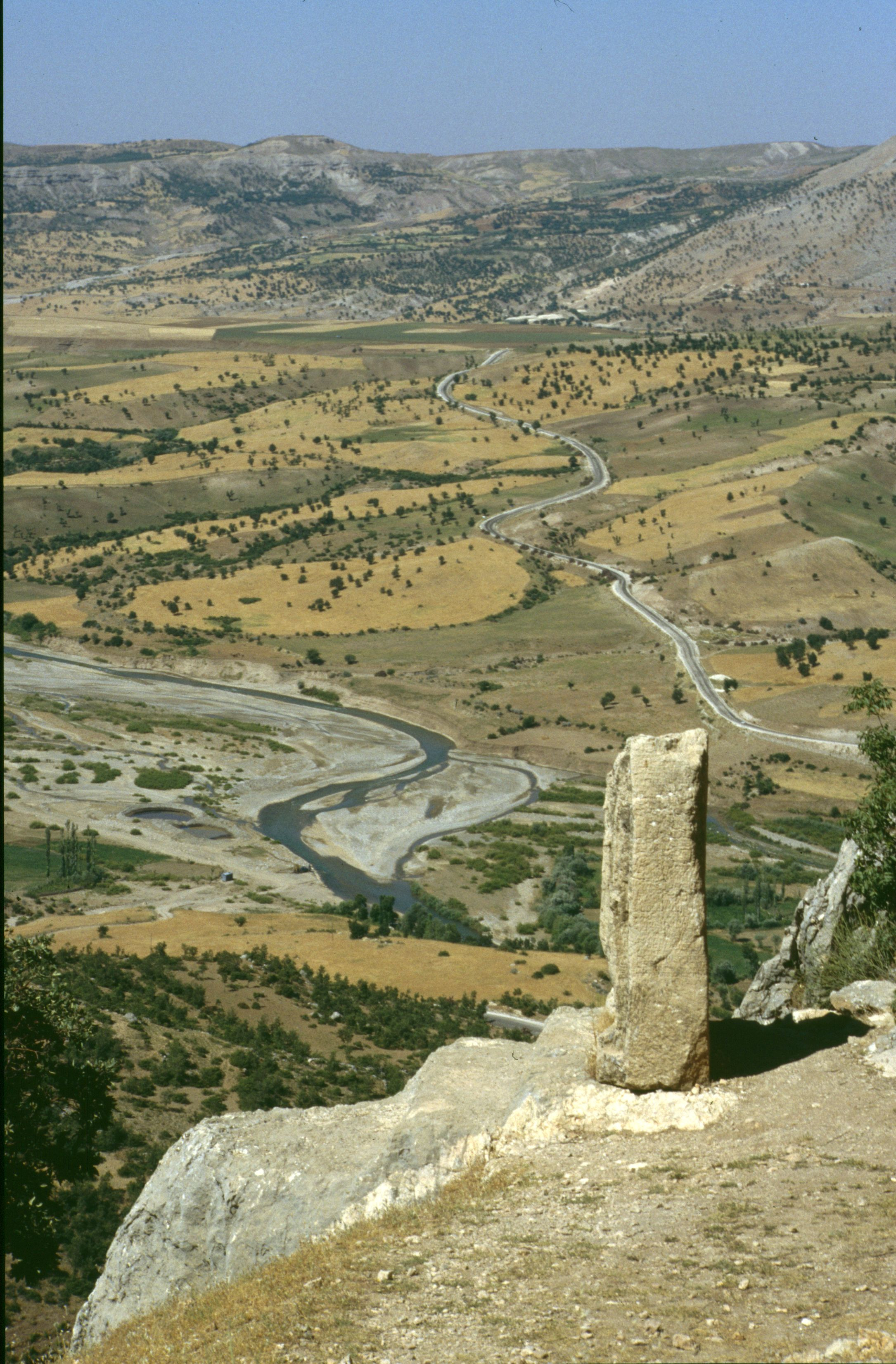
Neidentifikovaný reliéf a údolí řeky Nymphaios
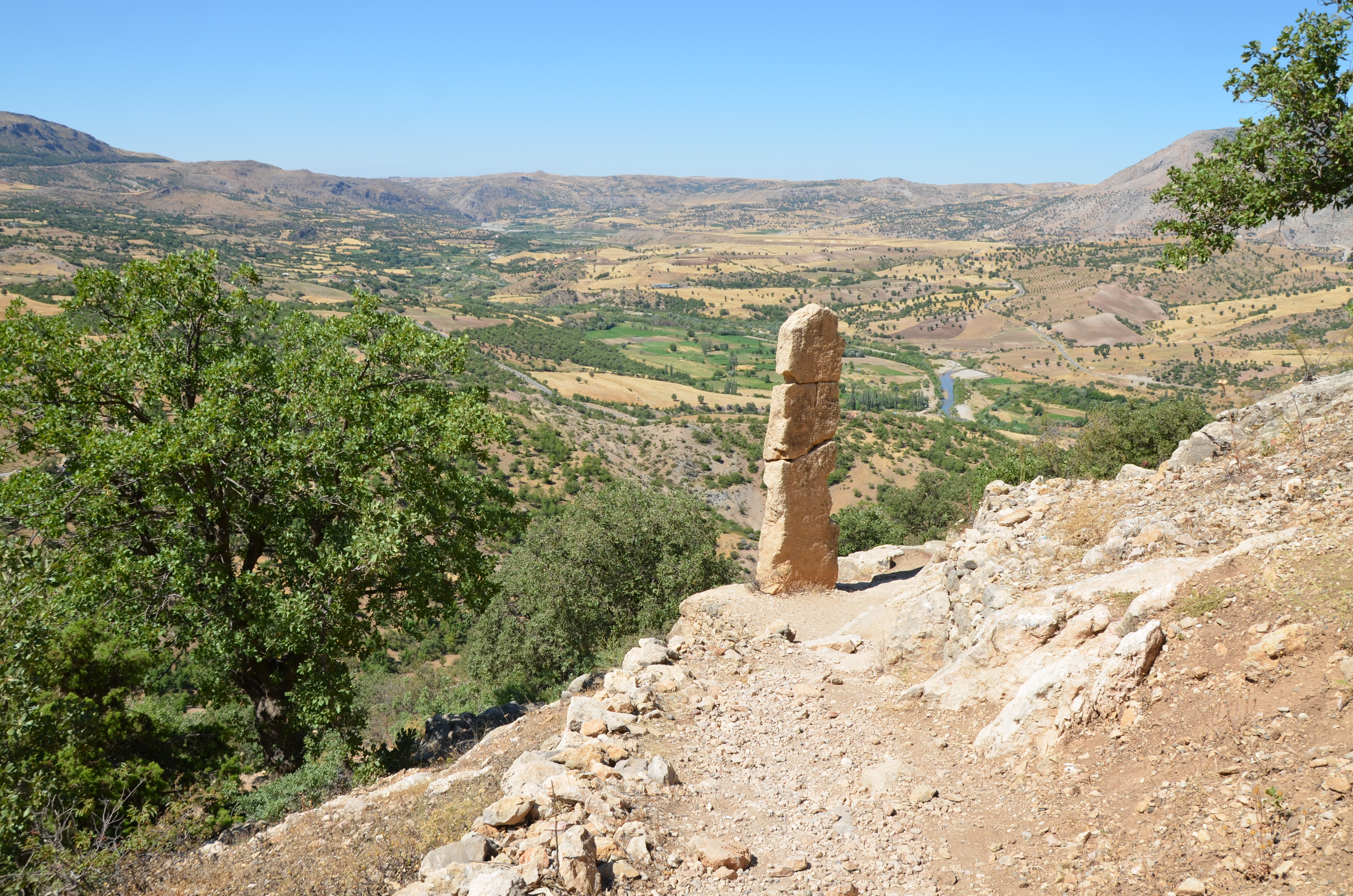
Mithrův reliéf a údolí řeky Nymphaios
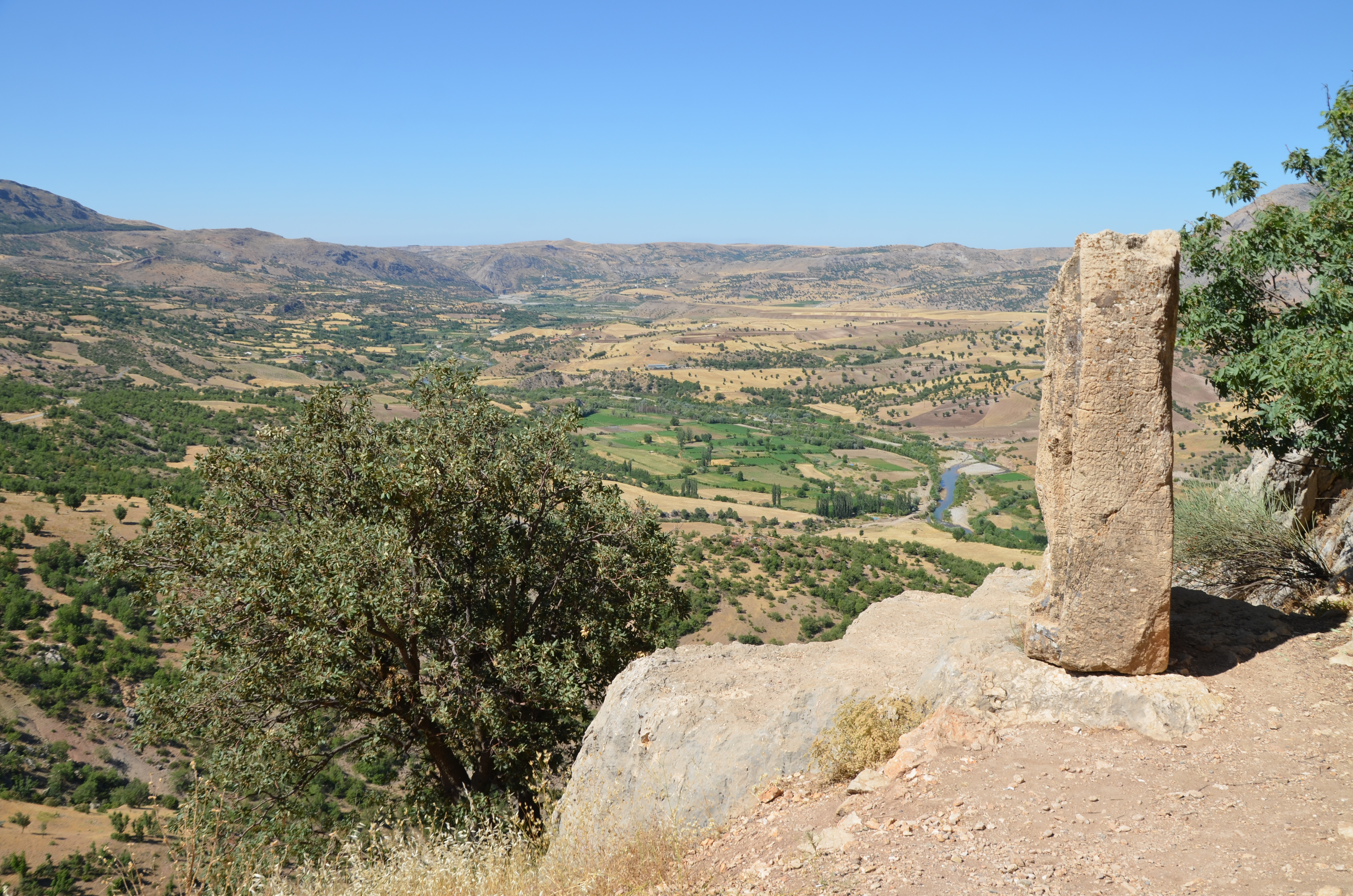
Neidentifikovaný reliéf a údolí řeky Nymphaios